# Libero consorzio comunale di Trapani
Il libero consorzio comunale di Trapani è un libero consorzio comunale di 410 806 abitanti della Sicilia, con capoluogo Trapani, comprendente 24 comuni. È subentrato il 4 agosto 2015 alla soppressa provincia regionale di Trapani. 
Occupa una superficie di 2 459,84 km² con una densità abitativa di 169,76 ab./km²; è il più occidentale dei liberi consorzi comunali siciliani. Confina ad est con la città metropolitana di Palermo, a sud-est con iò libero consorzio comunale di Agrigento, mentre ad ovest e a sud era bagnata dal Canale di Sicilia e infine a nord dal mar Tirreno. Fanno parte del territorio consortile anche l'isola di Pantelleria e le isole Egadi.

## Geografia fisica

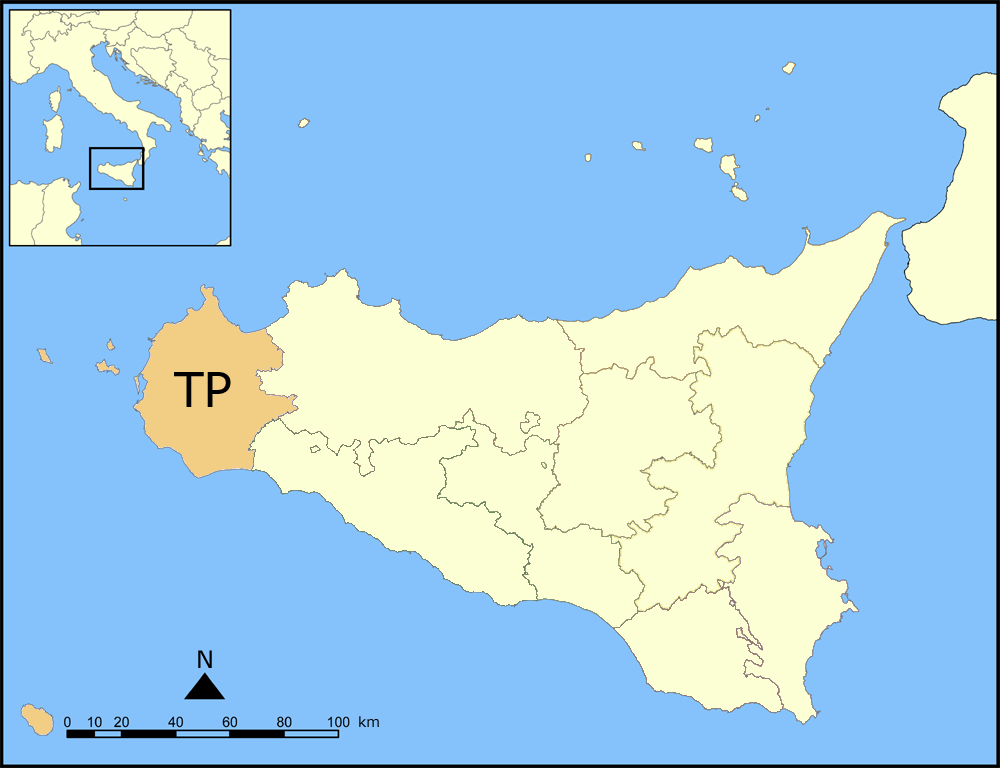
La Sicilia divisa nelle sue nove città metropolitane e liberi consorzi comunali. Il libero consorzio comunale evidenziato è quello di Trapani

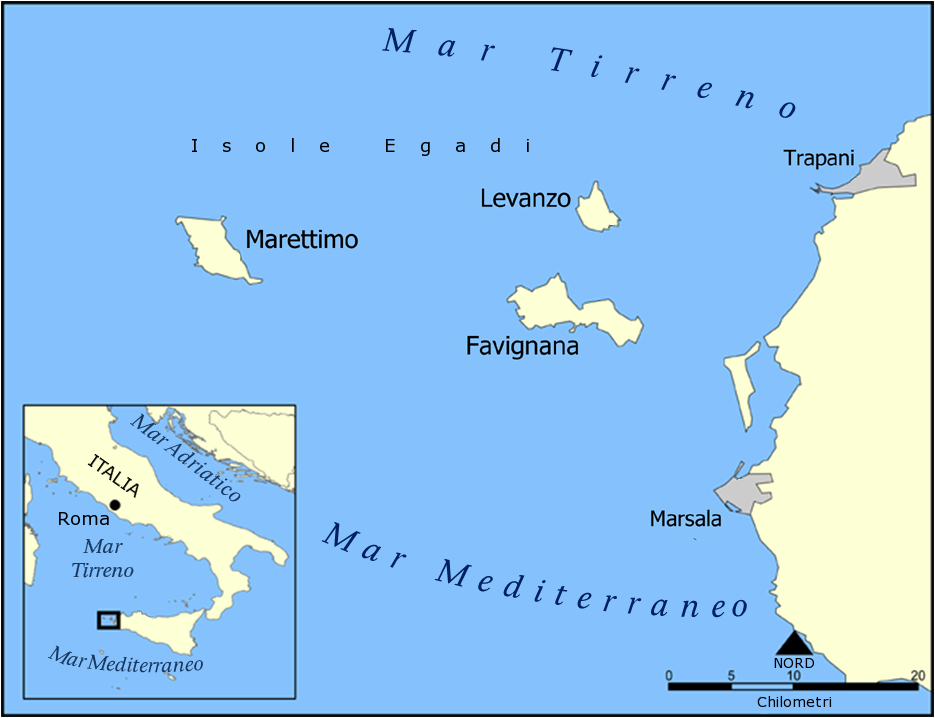
L'arcipelago delle Egadi

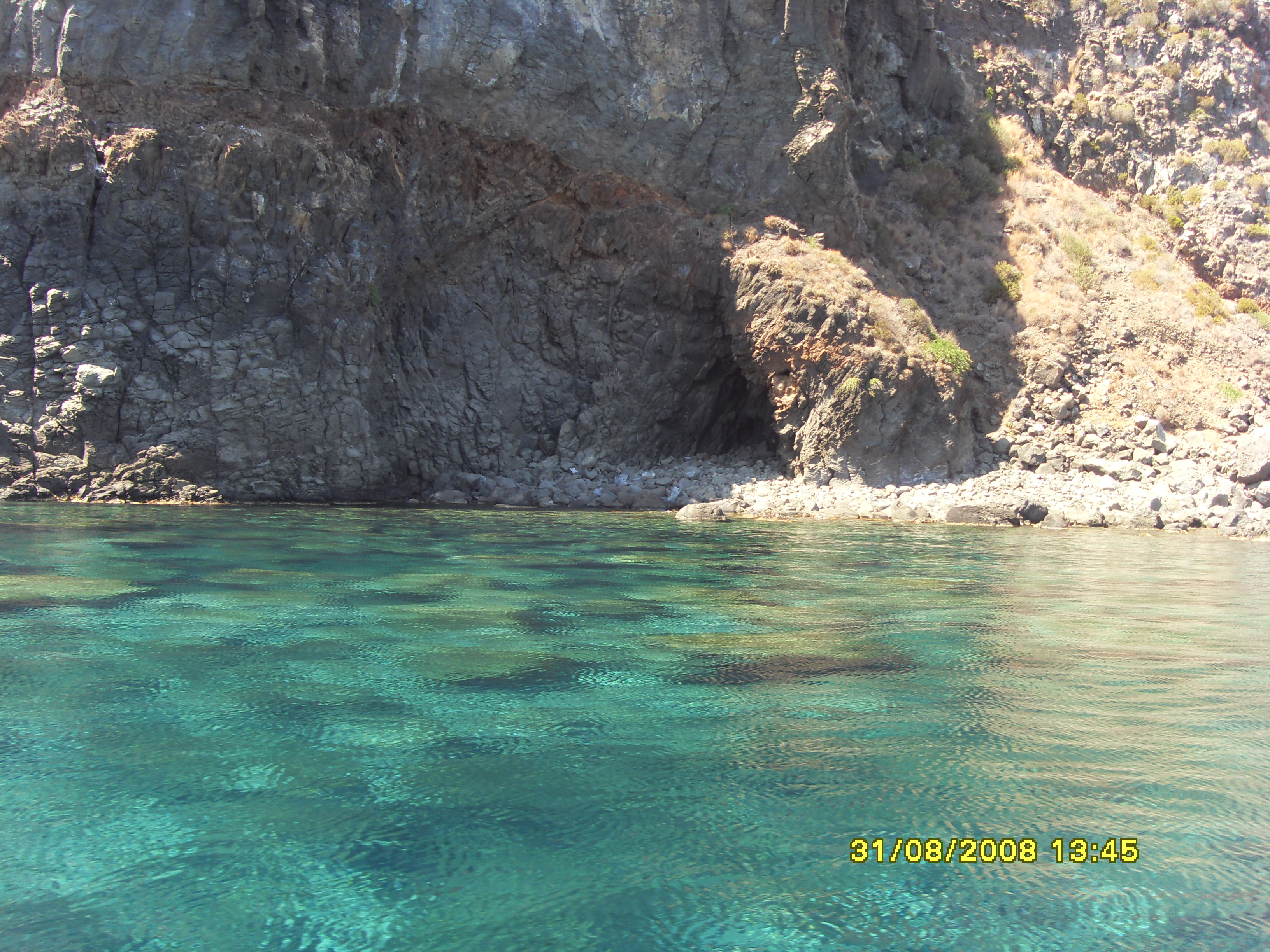
Costa incontaminata dell'isola di Pantelleria.

Il libero consorzio comunale si affaccia a nord sul Mar Tirreno, a sud sul Mar Mediterraneo, e a ovest sul Canale di Sicilia. Confina solo ad est con la città metropolitana di Palermo e con il libero consorzio comunale di Agrigento. Il territorio possiede poche aree pianeggianti e di estensione limitata, la prevalenza è collinare con rilievi che non raggiungono i mille metri, a eccezione dei monti Sparagio (1110 m) e Inici (1065 m). La parte nord occidentale è di massima più accidentata che quella a sud.
Come per il libero consorzio comunale di Caltanissetta, la provincia di Imperia, la provincia di Ascoli Piceno e la provincia di Varese, nel libero consorzio comunale il comune demograficamente più rilevante non è il capoluogo, bensì Marsala, anche se la sua attuale capitale è Trapani. l'anomalia è dovuta al fatto che circa 25 000 abitanti dell'area urbana trapanese risiedono nella zona di Casa Santa, ricadente nel limitrofo comune di Erice.

### Le isole
Le isole comprese nel territorio trapanese sono:
- Le Isole Egadi (comune di Favignana);
- L'Isola di Pantelleria (comune di Pantelleria), la più grande della Sicilia;
- Le Isole dello Stagnone (comune di Marsala).

### I fiumi
Il Libero consorzio comunale di Trapani è povero di corsi d'acqua di rilievo, se si eccettua il fiume Belice, lungo 95 km, la cui foce nel comune di Castelvetrano crea la Riserva naturale Foce del Fiume Belice e dune limitrofe.
Altri corsi d'acqua sono:
- il fiume Birgi, al confine tra il comune di Marsala e quello di Trapani, che cambiando nome dalla sorgente alla foce varie volte, raggiunge la lunghezza di circa 40 km;
- Il Modione;
- Il Mazaro;
- Il Fiume freddo che attraversa le terme Segestane e sbocca tra la spiaggia plaja di Castellammare del Golfo e la spiaggia di Alcamo Marina delimitandone i confini.
- Il torrente Sossio che sbocca nel mare Mediterraneo in località Berbaro, su una spiaggia sabbiosa;
- Il torrente Gurra di Mare, che costituisce il confine del libero consorzio, 2 km circa ad est della foce del fiume Belice.

### I laghi
I laghi naturali del trapanese sono:
- I Gorghi Tondi ed il Preola che si trovano nel territorio di Mazara del Vallo;
- Lago di Venere a Pantelleria.

Laghi artificiali:
- Lago Rubino, ricavato mediante uno sbarramento sul torrente della Cuddia, che fa parte del bacino idrografico del fiume Birgi;
- Lago Trinità presso Castelvetrano;
- Lago Paceco presso l'omonima località.

Esiste invece una laguna costiera, nei pressi di Marsala, detta dello Stagnone (laguna). Questa si è formata in tempi abbastanza recenti; all'interno si trova l'isola di San Pantaleo ove si trova Mozia, al tempo dei Fenici importante base navale e commerciale.

### I monti

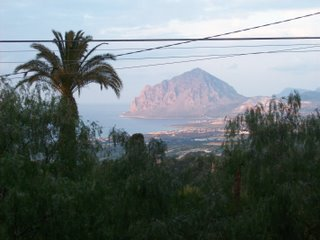
Panorama con il monte Cofano

Le uniche vette che superano i mille metri sono il Monte Sparagio alto 1110 metri s.l.m., il Monte Inici di 1064 m e il Pizzo delle Niviere di 1042 m, tutti e tre a nord, tra Castellammare del Golfo e il Capo San Vito. Al centro del territorio trapanese i Monti di Gibellina raggiungono al massimo i 751 m con la Rocca delle Penne. Tutto il territorio del libero consorzio è comunque collinare, con poche e poco estese aree pianeggianti, per lo più nella zona meridionale.

### Il mare
La costa del Libero consorzio comunale di Trapani, tra le maggiori attrattive turistiche, si presenta a Nord alta e frastagliata con discese a picco sul mare fino a poco prima del capoluogo e Valderice. Forma a nord il Golfo di Castellammare e dopo Capo San Vito i due piccoli golfi di Cofano e Bonagia, separati dal Monte Cofano che discende a picco sul mare.
A Ovest da Trapani a Mazara del Vallo, la costa diventa bassa, con alternanza di piccoli rilievi che non raggiungono i duecento metri. È in questa parte di costa che si trovano i maggiori porti come quelli di Trapani, di Marsala e di Mazara del Vallo.

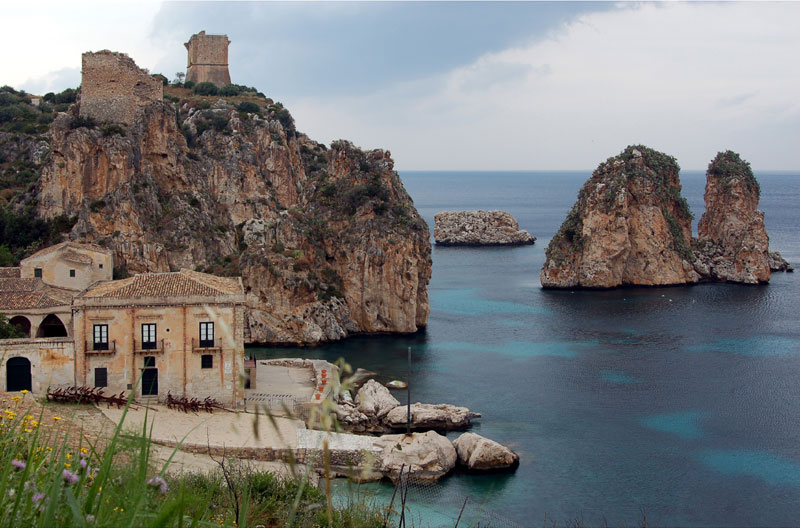
i faraglioni e la tonnara di Scopello (Castellammare del Golfo)

 La costa ovest presenta anche la particolarità di un arcipelago a pochi km di distanza da Trapani, quello delle Isole Egadi, che comprende tre isole principali, Favignana, Levanzo e Marettimo e due isolotti, Formica e Maraone. A Marsala, nel tratto di costa compreso tra Punta Alga e Capo San Teodoro, si trova la laguna dello Stagnone, molto estesa (2000 ha), dal 1984 Riserva naturale orientata. Le acque sono basse e molto salate, per cui nel tempo sono nate numerose saline sulla costa e sull'isola Longa. La laguna comprende quattro isolette: l'isola Longa, Santa Maria, San Pantaleo e Schola.
La costa sud compresa tra i comuni di Mazara del Vallo e Castelvetrano è caratterizzata da ampie spiagge sabbiose, qui si possono vedere i templi di Selinunte affacciati sul mare che oggi costituiscono il parco archeologico più grande d'Europa.
Altra grande attrattiva è l'isola di Pantelleria.

### Il clima
Il clima è caratterizzato da temperature miti nei mesi invernali e da estati calde e prolungate. La nebbia è un fenomeno abbastanza frequente specie in estate (vista l'umidità della zona) e le precipitazioni, scarse in quantità, sono concentrate nei mesi invernali. La temperatura dei mesi di gennaio e febbraio difficilmente scende al di sotto dei 5 °C mentre nei mesi estivi, a giugno, luglio e agosto raggiunge anche i 45 °C.

## Storia

### Età antica
L'insediamento dei primi abitanti nel Trapanese è antichissimo. Insediamenti preistorici risalenti al paleolitico sono presenti in varie località (vedi Levanzo), anche se fin oggi le ricerche sono state poche e frammentarie.
Al mesolitico appartiene l'insediamento della Grotta dell'Uzzo nei pressi di San Vito Lo Capo, con i suoi cocci di ceramichei non decorate ma con manici e tacche per facilitarne la presa, e tracce evidenti di abitanti dediti alla caccia e alla pesca e che praticavano l'agricoltura. Tracce della presenza dell'uomo in Sicilia, attorno al 10000 a.C. si rilevano anche dai graffiti con scene di caccia e rituali ritrovati nelle pareti della Grotta del Genovese a Levanzo.
A Pantelleria sono evidenti le tracce della popolazione detta dei Sesioti, un popolo del mare, che fece dell'isola un vero e proprio centro commerciale di esportazione dell'ossidiana molto ricercata per utensili da taglio in tutto il Mar Mediterraneo.

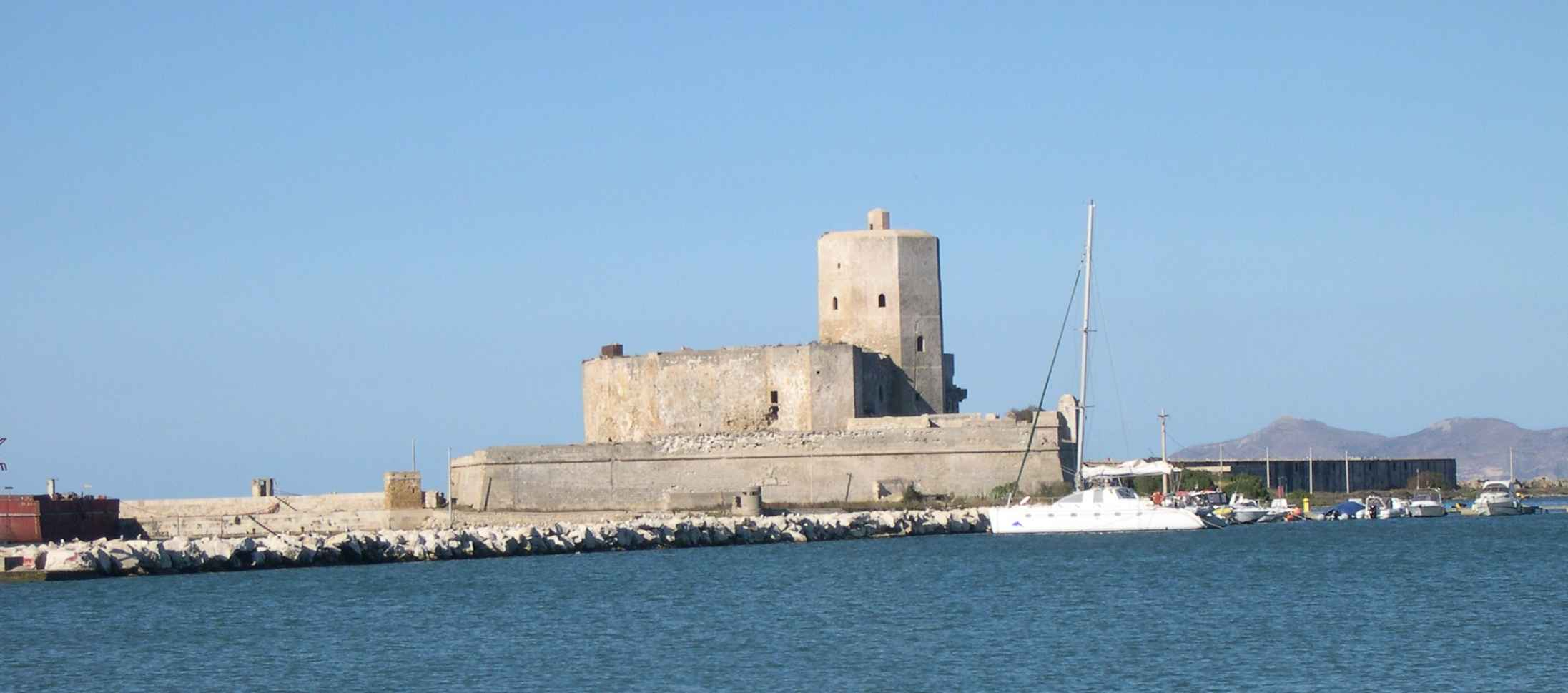
Il castello della Colombaia a Trapani

L'area vide tra XI e X secolo a.C., la colonizzazione dei Fenici, ritenuti i fondatori di Solunto, Mozia, Palermo e Lilibeo (Marsala), che vi stabilirono proprie basi costiere in seguito passate in mano cartaginese. Le aree centro meridionali videro lo stanziamento degli Elimi mentre la colonizzazione greca si fermò ai margini dell'ex territorio provinciale con la fondazione di Selinunte da parte dei megaresi e fu spesso occasione di aspri conflitti e distruzioni. La conquista e la dominazione romana impoverì il territorio e ridusse di molto l'importanza commerciale degli antichi siti portuali.
La caduta dell'impero romano tuttavia aprì la strada alle invasioni e alle distruzioni. I Vandali, poi gli Ostrogoti di Teodorico occuparono la zona assieme al resto dell'isola. Nel 535 fu Belisario ad occuparla annettendola all'Impero romano d'Oriente riportando la Sicilia, dove ancora si parlava il greco, all'ambiente culturale bizantino.
A partire dal 652 iniziarono le scorrerie degli Arabi dalla Tunisia e il territorio trapanese ne risultò particolarmente esposto. Nell'827, infine, con lo sbarco a Mazara del Vallo iniziò la conquista dell'isola. Il Trapanese e in genere la Sicilia occidentale si integrarono abbastanza presto con i nuovi arrivati, e proprio nel cuscus, il piatto tradizionale, e nella pasticceria ne rimane la traccia. Gli arabi introdussero le nuove tecniche di coltivazione dell'olivo e degli agrumi.

### Età medievale
Durante il periodo normanno numerosi furono i conflitti e le ribellioni di varie città ai nuovi signori. Durante il XIV secolo l'arrivo di mercanti genovesi e inglesi che si stabilirono a Messina e Trapani promosse il rifiorire dei commerci. Nel 1492 a causa della persecuzione antisemita della Spagna anche gli ebrei delle fiorenti comunità di Salemi e Trapani dovettero abbandonare la Sicilia.

### Età Moderna
Il 20 agosto 1535 Carlo V, arrivò a Trapani dopo aver conquistato Tunisi. La città - la quarta dell’isola dopo Palermo, Messina e Catania - si era ormai talmente affermata nello scacchiere geopolitico dell'epoca da meritare dall'imperatore l'appellativo di "Chiave del Regno". Durante la sua permanenza a Trapani, Carlo V giurò di mantenere i privilegi della città, compreso quello con cui il Senato cittadino poteva conferire lauree in medicina, fisica, teologia, matematica, belle arti e giurisprudenza (Drepanum Urbs Invictissima ubi Caesar primum juravit). Lasciò Trapani alla fine di agosto diretto a Palermo; sostò una notte al Castello di Inici ospite di Giovanni Sanclemente, un nobile di origine catalana che era stato suo compagno d’armi a Tunisi, e il 1º settembre raggiunse Alcamo, città feudale dei Cabrera, dove trascorse due notti, ospitato nel castello trecentesco. Da Alcamo il corteo imperiale raggiunse Monreale, e da lì Palermo.

### Età contemporanea
La provincia fu testimone e parte attiva della spedizione dei Mille; Garibaldi infatti scelse proprio il territorio trapanese per iniziare la campagna di liberazione dell'isola. Le navi sbarcarono a Marsala l'11 maggio 1860 e due navi da guerra borboniche giunte nel frattempo, tardarono a bombardare gli invasori, data la presenza di due navi britanniche presenti nel porto.
Il 14 maggio, a Salemi, Garibaldi assunse la dittatura della Sicilia in nome di Vittorio Emanuele. I Mille poi vinsero la battaglia di Calatafimi il 15 maggio.
Durante l'ultima fase della seconda guerra mondiale le installazioni aeroportuali di Trapani, Pantelleria, Castelvetrano e i porti che si affacciavano sul canale di Sicilia vennero duramente bombardati dagli alleati.
La provincia di Trapani nel gennaio 1968 venne duramente colpita dal terremoto del Belice; tra i tanti centri colpiti dal sisma vi furono paesi che rimasero completamente distrutti: Gibellina, Poggioreale e Salaparuta. Subirono danni ingenti: Partanna, Santa Ninfa, Salemi, Vita e Calatafimi. La ricostruzione avvenne con estrema lentezza e irrazionalità, ma venne costruita un'autostrada, la A29, al posto della disastrata viabilità ordinaria e questa fu anche l'occasione in cui la provincia perse una delle sue linee ferroviarie, la Castelvetrano-Santa Ninfa-Salaparuta, che, nonostante fosse di grande utilità per i pendolari, non venne più riattivata.

#### Mafia
L'ex provincia di Trapani, unitamente a quella di Palermo, rappresenta l’originario centro di aggregazione della mafia siciliana. È da qui, in particolare, che l’organizzazione Cosa nostra, dall'inizio del secolo XX, si è gradualmente estesa al resto dell’isola. Ed è da qui che sono partiti in quegli anni alcuni tra i più noti boss, come Salvatore Maranzano e Joe Bonanno, di quella che sarebbe poi divenuta la Cosa nostra americana.
Nonostante le numerose operazioni condotte dalle forze dell’ordine negli ultimi decenni, i clan, sotto il controllo del castelvetranese Matteo Messina Denaro, esercitano ancora un controllo del territorio e possono contare su un’ampia dotazione di risorse umane, relazionali ed economiche. La mafia, nel territorio di Trapani, secondo una relazione della DIA del 2008, è ancora «capillarmente radicata sul territorio ed in grado di condizionare pesantemente la realtà sociale, economica ed istituzionale».

### Istituzione del libero consorzio comunale
Il 24 marzo 2014 è avvenuta la soppressione delle nove provincie regionali, sostituite da nove "Liberi Consorzi comunali" (coincidenti territorialmente e amministrativamente con le rispettive province e di cui assumono tutte le funzioni) nelle more della costituzione delle tre aree metropolitane e dei liberi consorzi definitivi come previsto dalla legge approvata dall'Assemblea Regionale Siciliana il 12 marzo 2014. Un'ulteriore legge regionale disciplinerà compiti e funzioni di questi nuovi enti, mentre ogni consorzio è, nel frattempo, retto da un commissario straordinario nominato dalla giunta regionale.
In ottemperanza alla legge regionale del 24 marzo 2014, n. 8, recante il titolo “Istituzione dei liberi Consorzi comunali e delle Città metropolitane” e disciplinata poi con la successiva legge regionale n. 15 del 4 agosto 2015, "Disposizioni in materia di liberi Consorzi comunali e Città metropolitane", la provincia regionale di Trapani è stata soppressa e sostituita dal Libero consorzio comunale di Trapani.

## Trasporti e collegamenti

### Collegamenti stradali principali

#### Autostrade
Il libero consorzio comunale è attraversato dalle seguenti autostrade:
- Autostrada A29, lunga 119 chilometri, collega Mazara del Vallo a Palermo;
- Autostrada A29dir, lunga 36,9 chilometri, collega Alcamo a Trapani;
- Autostrada A29dirA, lunga 13 chilometri, collega Trapani all'aeroporto di Trapani-Birgi.

L'Autostrada A29, costruita dopo il terremoto del Belice a cura dell'ANAS, è senza pedaggio.

#### Strade
Il libero consorzio comunale è attraversato dalla seguenti Strade Statali:
- Strada statale 113 Settentrionale Sicula che termina a Trapani provenendo dalla costiera nord di Palermo e Messina;
- Strada statale 115 Sud Occidentale Sicula che attraversando Marsala, Mazara e Castelvetrano, collega il Trapanese all'Agrigentino;
- Strada statale 115 dir Sud Occidentale Sicula, collega Castelvetrano all'area archeologica di Selinunte;
- Strada statale 119 di Gibellina collega Castelvetrano a Alcamo passando per Santa Ninfa e Gibellina;
- Strada statale 188 Centro Occidentale Sicula collega Marsala con Salemi e arriva fino a Lercara Friddi.
- Strada statale 187 di Castellammare del Golfo che collega Trapani a Castellammare del Golfo.

Lo sviluppo delle strade raggiunge 1.329 chilometri complessivi tra strade statali, provinciali e comunali.
È inoltre disponibile un elenco delle strade provinciali.

### Collegamenti ferroviari

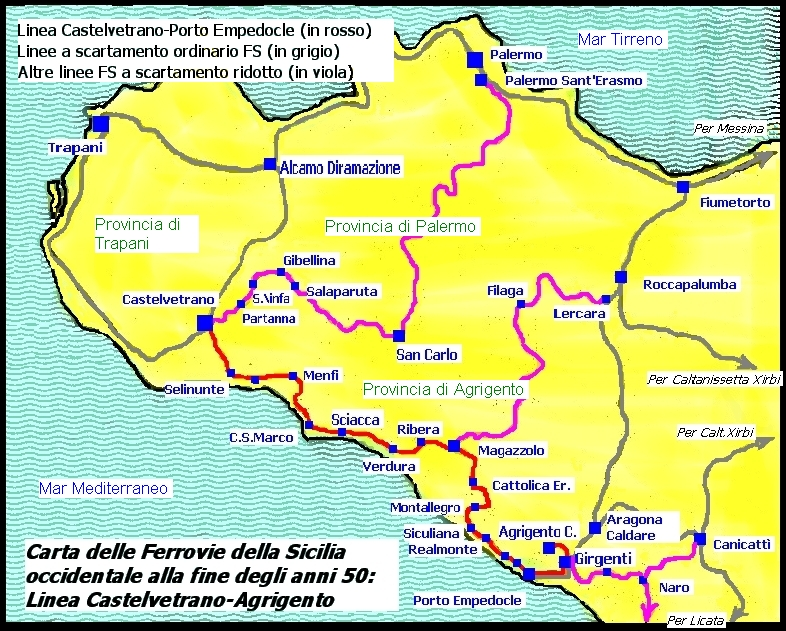
Linee ferroviarie nel territorio di Trapani

Il territorio trapanese fruisce di un collegamento ferroviario Palermo – Trapani via Castelvetrano e Marsala e di uno che dalla stazione di Alcamo Diramazione raggiunge Trapani via Milo (quest'ultima tratta sospesa dal 2013); ambedue sono di RFI. Le linee sono entrambe a semplice binario e a trazione diesel per complessivi 241,3 km di ferrovia.
Fino al 1985 era collegata ad Agrigento tramite la linea a scartamento ridotto Castelvetrano-Sciacca-Porto Empedocle; dalla chiusura di questa si è accentuato l'isolamento ferroviario dell'area che oggi risulta collegata solamente al capoluogo di regione.
Negli anni precedenti era stata chiusa al traffico perché danneggiata dal Terremoto del Belice, e mai più riaperta nonostante registrasse un discreto traffico viaggiatori, anche la linea ferroviaria da Castelvetrano per Partanna, Gibellina e Salaparuta, già in precedenza mutilata del tratto per San Carlo e Burgio.

### Collegamenti aerei
Il libero consorzio di Trapani è dotato di due scali aeroportuali, quello di Trapani Birgi che riveste anche importanza strategica essendo sede del 37º stormo dell'Aeronautica Militare italiana, e quello di Pantelleria. L'aeroporto di Trapani-Birgi permette collegamenti con:
Bologna,
Brindisi,
Bruxelles,
Londra,
Malta,
Milano (Bergamo),
Napoli,
Pantelleria,
Parma,
Pisa,
Roma (Fiumicino),
Roma (Ciampino),
Torino,
Treviso.

### Collegamenti marittimi

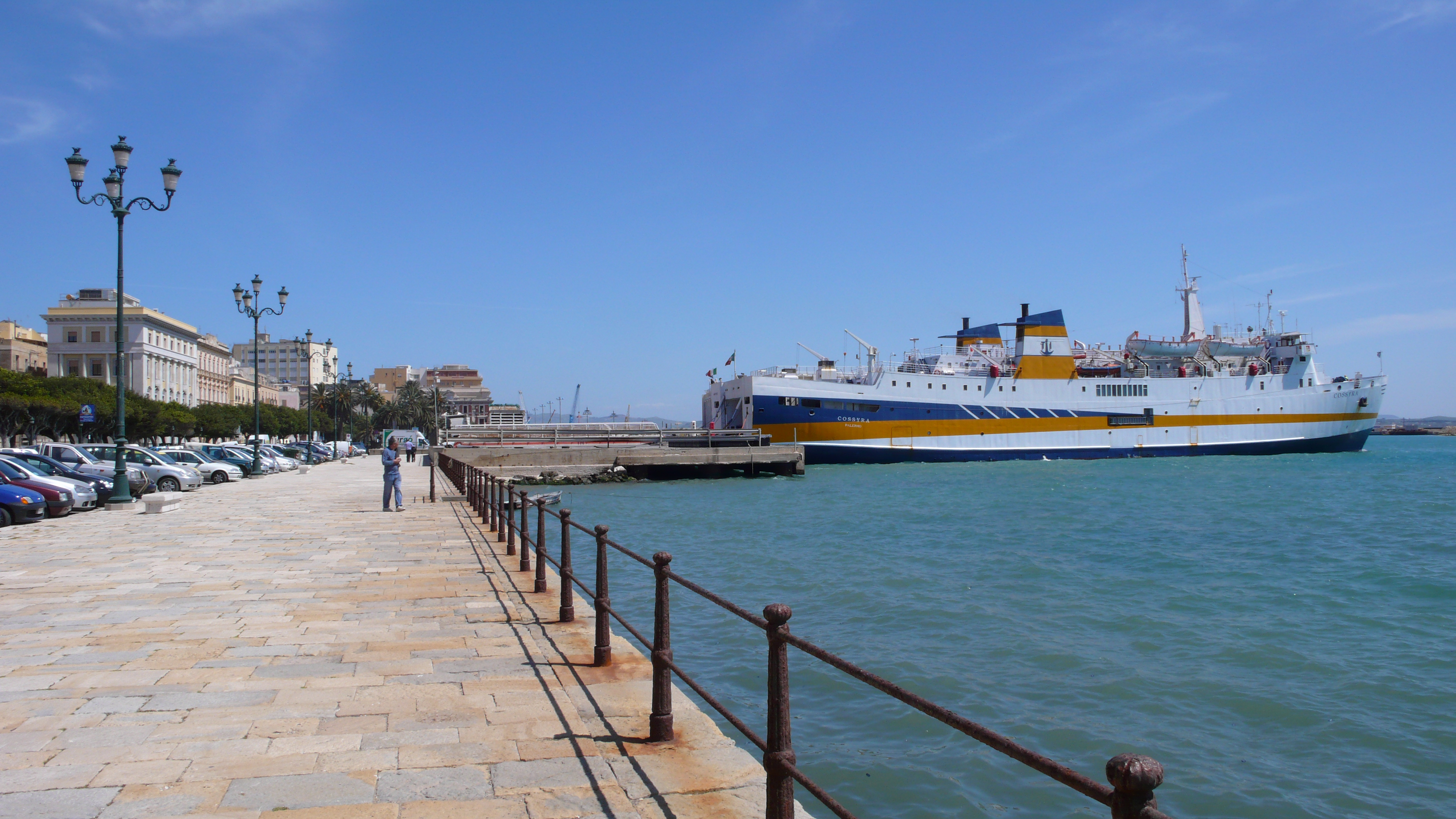
Il porto di Trapani

I fenici ne facevano largo uso degli approdi portuali del Trapanese per i loro commerci e per l'esportazione dei vini di Sicilia. Fu però solo nel XVIII secolo, con l'arrivo degli investitori inglesi, che venne ampliato e potenziato il porto di Marsala per il commercio dei vini con le località più lontane, e quello di Trapani nell'Ottocento, per il trasporto del sale.
Oggi dal porto di Trapani sono attivi i collegamenti con le isole dell'arcipelago delle Egadi; sono in funzione collegamenti con navi e collegamenti veloci con aliscafi. Il porto è collegato regolarmente con Civitavecchia, Tunisi, Susa, Livorno, Cagliari e Pantelleria. Da Marsala sono attivi collegamenti con Favignana.

### Funivie
Trapani ed Erice sono collegati da una funivia dotata di 47 cabine, di cui quattro riservate ai soggetti disabili, in grado di trasportare otto persone ciascuna.
La capacità operativa è di mille persone ogni ora, alla velocità di cinque metri al secondo.
La distanza tra la stazione di valle e quella di monte è di poco più di tre chilometri con un tempo di percorrenza di dieci minuti.

## Economia
La pesca e la lavorazione del corallo hanno contribuito molto a far conoscere Trapani e il suo territorio.
Tra il XV e il XVI secolo i pescatori trapanesi iniziarono a praticarle grazie all'abbondanza dei banchi corallini scoperti. La pesca iniziava nel mese di maggio e terminava a settembre; l'artigianato della lavorazione del corallo divenne quindi sistematico: i pescatori corallari, riuniti nella corporazione dei Pescatori della marina piccola del palazzo, abitavano concentrati nella odierna via Corallari.

Nella Historia di Trapani del 1591, si parla dell'attività dei corallini e corallari trapanesi, il bono magisterio si era già affermato da mezzo secolo come vera espressione d'arte.

Le zone più ricche erano antistanti il mare di Trapani, lungo le coste settentrionali, ma i pescatori, si dirigevano fino alle coste dell'Africa. Arrivato in porto il corallo veniva venduto ai mercanti, ai fabbricanti di gioielli e agli artisti che, dopo un lungo e laborioso processo di lavorazione, lo trasformavano in vere e proprie opere d'arte.

I corallari acquistarono fama in tutto il bacino del Mediterraneo con i loro prodotti; oggetti sacri e profani, capezzali e cornici, presepi nei quali il corallo è frammisto ad oro, argento, smalti e pietre preziose. Una serie interminabile di capolavori di gusto grottesco e fantastico con reminiscenze gotiche nella miniatura locale più tardiva, frammista ad aspetti della decorazione scultorea di scuola gaginesca. Tra la fine del XVI secolo e i due secoli successivi, vennero create opere di squisita fattura per re, principi, cardinali e papi. Realizzazioni memorabili sono la Montagna di Corallo acquistata per una cifra altissima, nel 1570 a Trapani, per conto del Viceré di Sicilia Don Francesco Ferdinando Avalos de Aquino, per inviarla a Filippo II di Spagna e quella donata nel 1631, dal Senato di Palermo, a papa Urbano VIII.

Tutto ciò consolidò una rete di committenze prestigiose in tutta Europa e produsse opere sempre più ricche ed elaborate.

La maggioranza di tali capolavori si trova oggi fuori dalla Sicilia nelle collezioni dei Doria, dei conti di Schoenborn a Pommersfelden, dei principi di Ligne, dei re di Spagna e dei Whitaker.

Durante la Mostra del Corallo, presso il Museo Pepoli, si possono ammirare sculture, monili e altre opere dei maestri trapanesi realizzate in corallo. Oggi tuttavia sia la pesca che la lavorazione del corallo sono quasi del tutto scomparse.

### Agricoltura

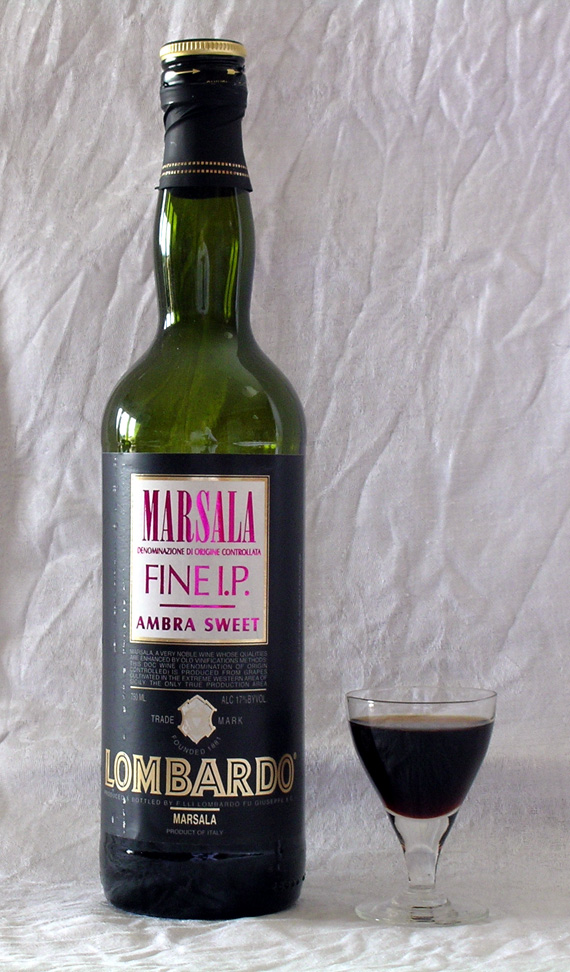
Una bottiglia di Marsala

Il territorio di Trapani, con i circa 67.000 ettari di terreno coltivati a vigneto, ha la maggior superficie coltivata a vite per singola provincia o ex provincia d'Italia cui consegue una produzione di 4-5 milioni di ettolitri di vino annui. Lo sviluppo della vite è favorito dalle caratteristiche naturali del terreno, dal clima caldo-umido e dalle scarse piogge.
I vigneti tipici della zona sono delle varietà Grillo, Catarratto, Inzolia, Zibibbo, Trebbiano, Nero d'Avola e producono vini di grande pregio apprezzati in tutto il mondo di cui alcuni sono riconosciuti a denominazione di origine controllata.
Da ricordare il Marsala nelle sue molti varianti ed aromatizzazioni, il moscato di Pantelleria e il passito di Pantelleria, il Bianco d'Alcamo (1999) e i bianchi prodotti nelle innumerevoli aziende vitivinicole della zona. Di grande rilevanza i vini dolci e da dessert di buona gradazione.
Il Trapanese ha sei tipologie di vini DOC: il Marsala (1969), il Delia Nivolelli (1998), il Bianco d'Alcamo (1999), il Moscato di Pantelleria (2000), l'Erice (2004) e il Salaparuta (2006).
I Fenici portarono i vini trapanesi in tutte le città costiere del Mediterraneo, facendone uno dei prodotti più importanti degli scambi commerciali dell'epoca. Gli investimenti degli inglesi tra cui gli Ingham, i Woodhouse e i Whitaker nel periodo napoleonico e nei decenni successivi favorirono il sorgere della grande industria enologica di Marsala e delle altre aree del trapanese.
Le aree interessate alla coltivazione dell'olivo ricadono nella Valle del Belice con i territori di Castelvetrano, Partanna e Campobello di Mazara e la Valle di Erice.

La cultivar diffusa nella zona del Belice è la Nocellara del Belice ma nel trapanese troviamo anche la Cerasuola e la Biancolilla. Il metodo di raccolta è prevalentemente manuale. L'olio viene ottenuto mediante sistemi di estrazione a ciclo continuo, con spremitura a freddo, che permettono di ottenere un prodotto di ottime qualità chimiche e organolettiche. L'olivicultura nella zona risale ai tempi delle dominazioni araba e spagnola. L'olio delle Valli Trapanesi ha ottenuto il marchio DOP.

### Industria
La presenza di importanti attività portuali a carattere peschereccio ha prodotto lo sviluppo dell'industria legata al settore della conservazione e della refrigerazione del pescato.
Notevole è quindi lo sviluppo dell'industria legata alla conservazione ittica con produzione di affumicati di tonno e pesce spada, tonni in scatola e in vetro, sott'olio, bottarga di tonno.
Un tempo fiorente, risale infatti alle epoche storiche più remote, la produzione di sale marino, ricco naturalmente di Iodio, è andata scemando nel tempo a vantaggio del sale minerale più facile da produrre e commercializzare. Nel 2011 il sale marino di Trapani ha ottenuto la IGP dal ministero delle Politiche agricole.
La più grande industria locale è comunque l'industria enologica che risale ai tempi dei Fenici e dei Greci che ne fecero conoscere ed apprezzare i prodotti in tutte le aree da loro raggiunte. Infatti nel territorio di Trapani vengono prodotti molti vini D.O.C. e IGT tra i quali il famoso vino liquoroso Marsala, l'Alcamo, il Moscato di Pantelleria, lo Zibibbo, oltre che il Nero d'Avola.
Altro settore importante è quello dell'estrazione del marmo che ha il suo polo a Custonaci dove sono presenti diverse cave che esportano i prodotti in tutto il mondo.

### Commercio
La costa trapanese per la sua vicinanza al Nordafrica e soprattutto perché poste sulle rotte di navigazione del Mediterraneo fu sede di commerci e scambi sin dalle epoche preistoriche come attestano i ritrovamenti a Pantelleria e nelle Grotte di Levanzo e dell'area tra Erice e Castellammare. Furono tuttavia i Fenici quelli che svilupparono in larga scala il commercio via mare e stabilirono sedi ed empori nei vari porti. Importantissimo fu quello di Mozia, ma non meno quelli di Trapani e Castellammare del Golfo, porto ed emporio di Segesta.
Importanti da sempre furono il commercio del vino, del sale e dell'olio d'oliva trasportati in tutto il bacino mediterraneo.

### Le attività marinare
La pesca rappresenta una delle attività più importanti della zona. Basti pensare al porto di Mazara del Vallo, il più importante d'Italia per quantità di pescato e per naviglio armato. La pesca del tonno con la tipica e rituale mattanza ancor oggi tramanda un metodo di pesca tipico nella tonnara che sta scomparendo.
Il naviglio da pesca nei due compartimenti di Trapani e Mazara del Vallo ammonta a 734 unità, così suddivise:
- Pesca oceanica 12
- Pesca mediterranea 76
- Piccola pesca ravvicinata e locale 646

## Cultura

### Istruzione
Il libero consorzio comunale di Trapani non ha una propria università, ma è attivo un Consorzio Universitario della Provincia di Trapani con sede ad Erice, nei locali concessi al Polo didattico dell'Università degli studi di Palermo e di Bologna, che organizza e promuove corsi di laurea specialistici e master con speciale indirizzo relativo alle attività socioeconomiche della zona. Una delle finalità statutarie è anche l'istituzione di un Ateneo autonomo della Sicilia occidentale.

### Musica, teatro ed arti figurative
Fra i teatri tradizionali si possono ricordare il Teatro Villa Margherita e quello dell'Università a Trapani, i teatri Impero e Comunale a Marsala, il Teatro Geber Hamed a Erice, il Teatro Selinus a Castelvetrano, il Teatro Rivoli a Mazara del Vallo e il Teatro Comunale "Cielo d'Alcamo" ad Alcamo.
Nei mesi estivi nel capoluogo si svolge il Luglio Musicale Trapanese con gli spettacoli, soprattutto tragedie greche e teatro di prosa, rappresentati al Teatro antico di Segesta.
A Castellammare del Golfo, nei mesi di giugno e luglio si svolge la manifestazione Castellammare estate che presenta spettacoli di musica, teatro, cinema, arte e tradizione.
A Gibellina vengono svolte le "Orestiadi", promosse ed organizzate dalla "Fondazione Orestiadi".
La "Salerniana" di Erice, promuove ed organizza dal 1972 collettive e personali d'arte contemporanea curate da critici quali Achille Bonito Oliva o Giulio Carlo Argan, con opere di Carla Accardi, Pietro Consagra e Antonio Sanfilippo presenti nella sua collezione.

### Tradizioni e folclore
Tra i numerosi gruppi folcloristici operanti nel territorio vi è il Coro delle Egadi che, nato nel maggio 1935 in seno all'O.N.D., è uno dei primissimi gruppi italiani di musica folclorica; tra l'altro è il secondo gruppo di musica tradizionale più antico di Sicilia (assieme al "Canterini Peloritani" di Messina, formatosi lo stesso anno, e dopo il "Canterini Etnei" di Catania).
Nel libero consorzio comunale si svolgono numerose feste tradizionali:
- Trapani: la Processione dei misteri di Trapani che si svolge il venerdì Santo da oltre 400 anni.
- Trapani: Festa della Madonna di Trapani si celebra ogni 16 agosto.
- Alcamo dal 19 al 21 giugno: festa della Madonna dei Miracoli, con manifestazioni culturali e religiose, fra cui la Calata delle Autorità al Santuario la sera della vigilia per i solenni Vespri.
- Buseto Palizzolo: Processione dei Misteri - Sacra Rappresentazione in sedici tableaux vivants mobili che si svolge la domenica delle Palme.
- festa del Santissimo Crocifisso si svolge ogni 5 o 7 anni, nei giorni da 1 a 3 maggio.
- Castellammare del Golfo dal 1° al 21 agosto, festeggiamenti in onore di Maria Santissima del Soccorso.
- Castellammare del Golfo: 13 luglio, Rievocazione storica Nostra Principalissima Patrona dell'intervento prodigioso di Maria Santissima del Soccorso in favore di Castellammare avvenuto il 13 luglio 1718.
- Castellammare del Golfo: dal 12 al 22 maggio, festa di Santa Rita da Cascia, con il corteo storico della vita della santa.
- Castelvetrano: l'Aurora, rito religioso per festeggiare la resurrezione di Gesù, si tiene ininterrottamente dal 1660 la mattina di Pasqua.
- Castelvetrano: Corteo Storico di Santa Rita, si svolge ogni anno la terza domenica di maggio.
- Custonaci tra dicembre e gennaio, nella preistorica Grotta Scurati, il presepe vivente con la ricostruzione della nascita di Gesù, con ambientazioni dell'Ottocento e riproposizione degli antichi mestieri locali.
- La Madonna di Custonaci, che si celebra l'ultimo mercoledì di agosto.
- Favignana: tra maggio e giugno, l'antico e tradizionale rito della mattanza, pesca del tonno con corollario di manifestazioni artistiche e culturali legate all'antico rito della pesca del tonno.
- Salemi dal 19 marzo e per tutta la settimana: festa di San Giuseppe con le tradizionali cene e allestimento di altari votivi con il tipico Pane di San Giuseppe.
- Salemi: Festa Patronale in onore di San Nicola di Bari e della Protettrice Maria SS Immacolata dal 29 novembre all'8 dicembre di ogni anno.
- San Vito Lo Capo: Cous Cous Fest, l'ultima settimana di settembre, rassegna internazionale di cultura ed enogastronomia del Mediterraneo; esposizione permanente e degustazione di prodotti siciliani tipici.
- Valderice, il Carnevale.

La festa di San Giuseppe viene celebrata anche nell'Isola di Marettimo dal 18 al 20 di marzo. Viene celebrata anche a Marsala dove vengono realizzati gli altari votivi con i pani se pur in maniera ridotta rispetto a Salemi, un tempo si realizzavano le cene oggi questa usanza e poco frequente a Marsala.

## Turismo

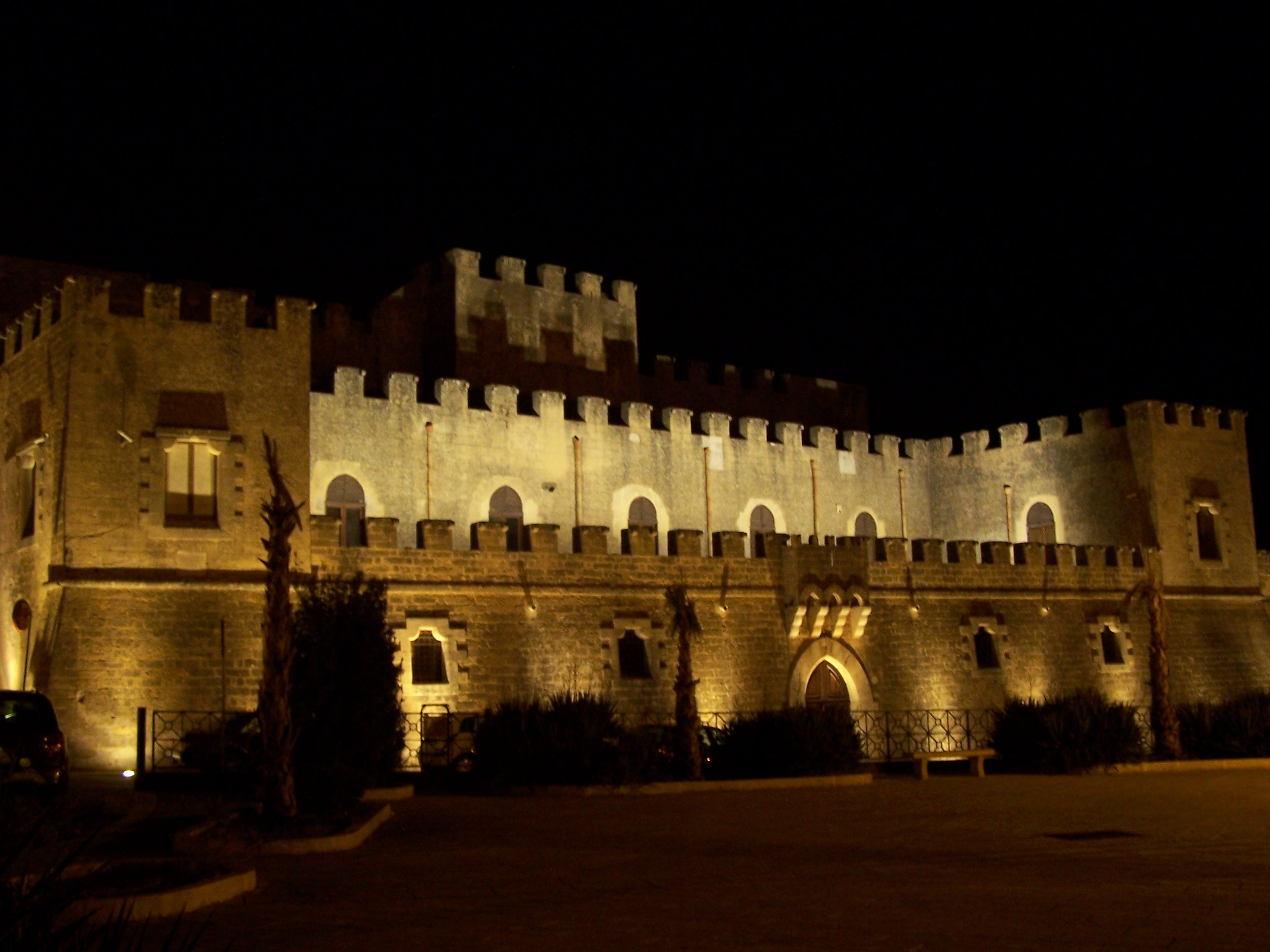
Il Castello Grifeo a Partanna

Il turismo è un settore poco significativo dell'economia locale, seppur in crescita costante come presenze.
Le 125 strutture alberghiere e complementari hanno ospitato circa 260.000 clienti nel 1998 di cui l'80% italiani. La media di presenze è stata di 3,2 giorni per la clientela nazionale e di 2,2 giorni per quella estera con un tasso di sviluppo (+6%) inferiore alla media regionale (+12,1%).

Nel 2000 la ricettività risultava aumentata a 149 strutture alberghiere con 296.559 arrivi ( +8,1% rispetto al 1999) e 987.533 presenze (+14,3%) con una permanenza media aumentata a 3,3 giorni. Numeri in continua evoluzione visto che nel 2003, rispetto al solo 2002, la ricettività è cresciuta del 34,4% per il numero degli esercizi (alloggi privati +48,8%, agriturismo +47,1% e alberghi +14%) e del 12,9% per quello dei posti letto (agriturismo +104,7%, alloggi privati +67,7%, alberghi +14,2% e campeggi +2%). Sempre nel 2003 la ricettività è cresciuta in tutta l'ex Provincia, tranne che a Campobello, Petrosino, Poggioreale e Santaninfa. Il settore alberghiero e della ristorazione, rispetto alle altre categorie produttive di servizi, ha il maggiore peso nei comuni di: San Vito Lo Capo (58,1%), Favignana (35,9%), Castellammare del Golfo (30,9%) e Buseto Palizzolo (30,8%). Fra le città con maggior numero di alberghi e ristoranti: Trapani (256), Marsala (204), Mazara del Vallo (126), Castelvetrano (107), San Vito Lo Capo (104) e Castellammare del Golfo (97).

### Località turistiche principali
- Bonagia, con l'omonima tonnara

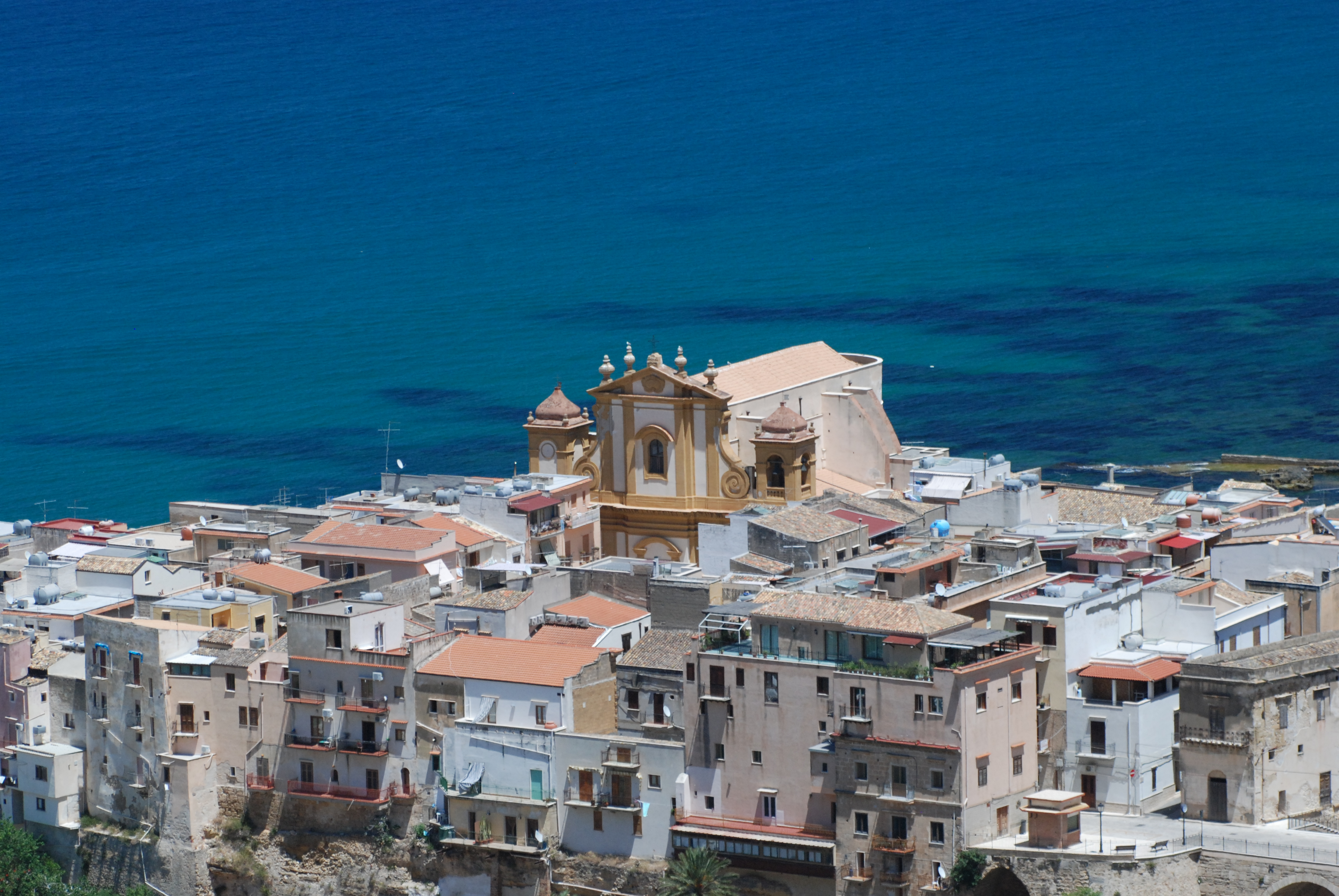
scorcio del borgo di Castellammare del Golfo e la Chiesa Madre

- Calatafimi Segesta, con il parco archeologico di Segesta
- Castellammare del Golfo con il castello sul mare, la Chiesa Madre e il centro storico, i faraglioni della frazione di Scopello e le Terme Segestane.
- Castelvetrano, con il parco archeologico di Selinunte
- Campobello di Mazara, con le Cave di Cusa
- Custonaci, con la frazione balneare di Cornino e il Monte Cofano
- Erice, antico borgo medievale
- Isole Egadi
- Marsala, con Mothia
- Pantelleria
- San Vito Lo Capo, alle falde di Monte Monaco, nella baia posta tra Capo San Vito e Punta Solanto[29].
- Trapani, con il centro storico e le omonime saline.

### Itinerario turistico preistorico
- A Marsala: Al baglio Anselmi sono conservate i resti di una nave punica e di una nave romana.
- A Trapani: il Museo di protostoria e di preistoria sito nella Torre di Ligny, fortezza spagnola del Seicento conserva reperti datati sin dall'Età della pietra ed alcuni resti fossili di elefante nano.
- Le grotte preistoriche della zona di Custonaci come la grotta Mangiapane o di Scurati.
- A Castellammare del Golfo la grotta di Santa Margherita con pitture rupestri e in zona Piano Vignazzi-Grotticelli una necropoli rupestre.
- La Grotta dell'Uzzo nella Riserva dello Zingaro, con tombe mesolitiche e molti reperti preistorici.
- Nei pressi di Partanna, in un canalone, si trovano le necropoli rupestri di Contrada Stretto con tombe a grotticella, a camera e numerose ceramiche dell'età del bronzo. Nella cittadina, il Castello Grifeo, un museo che raccoglie molti reperti del Paleolitico rinvenuti nell'area.
- A Santa Ninfa, la cavità carsica con gallerie e meandri.
- A Levanzo la Grotta del Genovese con i graffiti parietali e le pitture rupestri risalenti, i primi a circa 12.000 anni fa e i secondi a 7.000 anni addietro.
- Nell'isola di Pantelleria, nei pressi del villaggio di Mursia, i misteriosi monumenti funebri, detti Sesi, molto simili ai Nuraghi della Sardegna.

### Altri itinerari archeologici

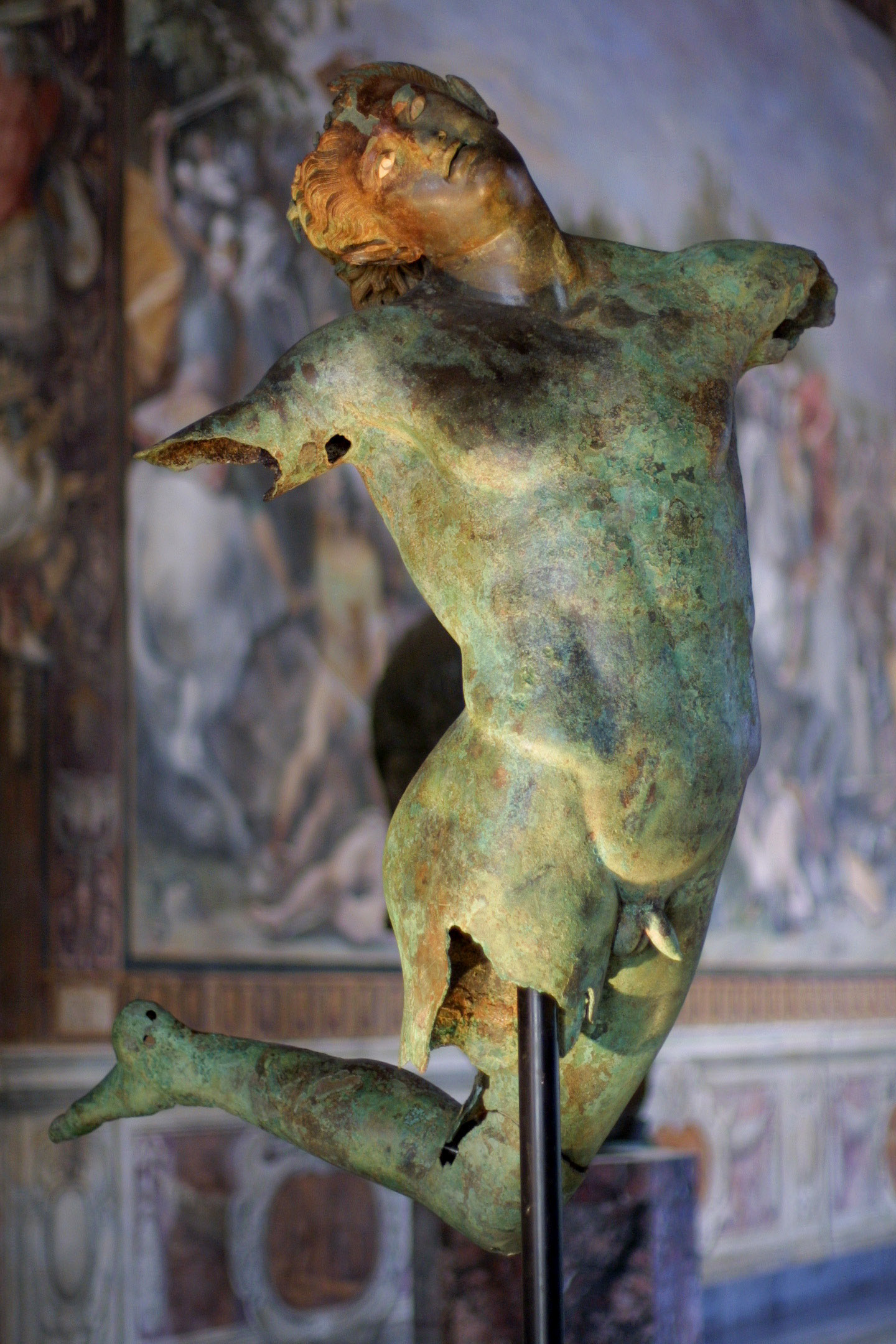
Il Satiro danzante

- Mozia, resti della città fenicia, con la statua del "giovinetto di Mozia"
- Campobello di Mazara: le Cave di Cusa
- Castelvetrano: l'Efebo di Selinunte
- Mazara del Vallo: il Satiro danzante
- Alcamo: le Fornaci romane

## Gastronomia
Trapani e il suo territorio risentono nella gastronomia, più di altre aree della Sicilia, del maggior numero di influenze straniere e in particolare della dominazione araba. Ma assume una fondamentale differenza nel massivo uso del pesce al posto della carne.
Piatti tipici:

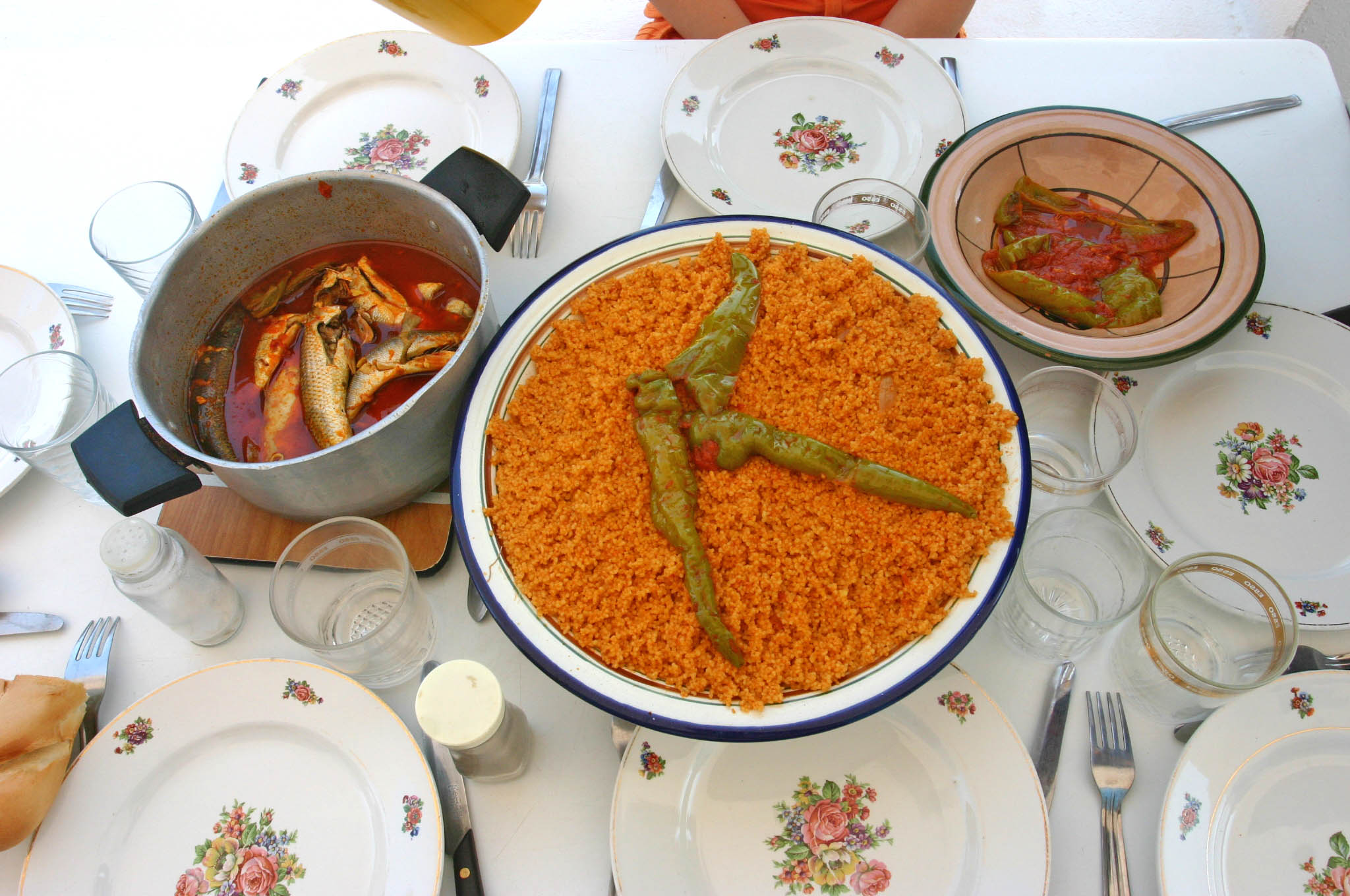
Il cuscus di pesce

- "Cuscus alla trapanese" ne è una prova, della semola preparata dalle abili mani delle cuoche e cotta a vapore in una speciale pentola di terracotta smaltata. Ma il condimento, a differenza di quello magrebino (a base di legumi e carne di montone), è un brodetto di pesce misto.
- 'A pasta cull'agghia - il "Pesto alla trapanese", un pesto di basilico, olio ed aglio, ma con aggiunta di mandorle crude, pomodoro crudo e pecorino grattugiato.

Tra i dolci, oltre a quelli diffusi in Sicilia, come le cassate siciliane e cannoli farciti con ricotta, in particolare nelle frazioni trapanesi di Dattilo e Napola, vi sono le cassateddi, cassatelle ripiene di ricotta di pecora o le cosi duci tipiche di Castellammare del Golfo e dell'Agro ericino; i bocconcini di Erice, dolcini di pasta reale con l'anima di marmellata di cedro al liquore, e la cassata ericina dal ripieno a base di cedrata.

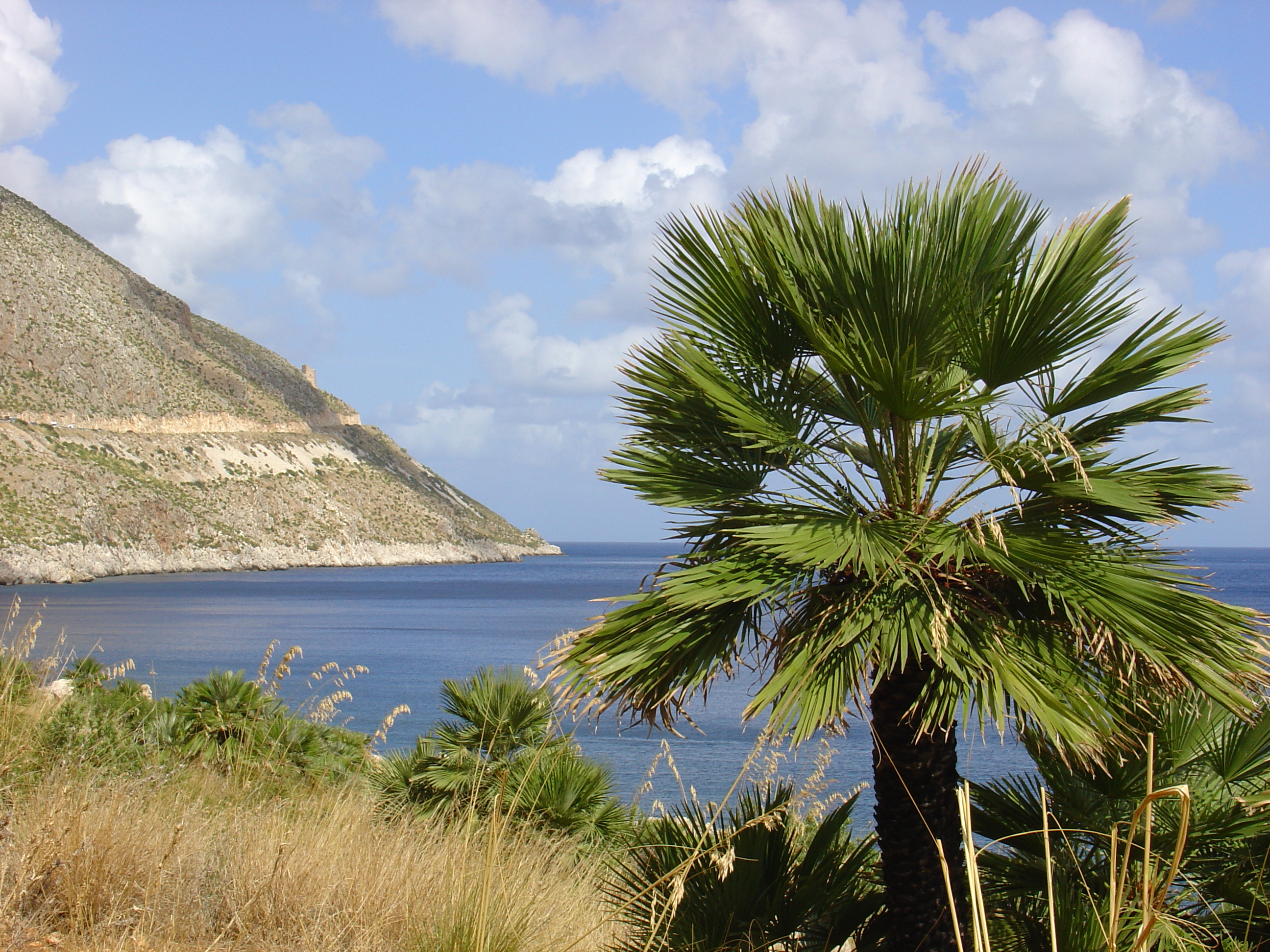
Riserva dello Zingaro

## Parchi, riserve ed aree protette
Nel libero consorzio comunale di Trapani sono comprese otto riserve regionali di protezione floro-faunistica fra le quali la più nota, e prima istituita in Sicilia, è certamente la Riserva naturale orientata dello Zingaro che si estende fra i comuni di Castellammare del Golfo e San Vito Lo Capo, affacciandosi sul golfo di Castellammare, per circa 7 km di costa e quasi 1.700 di natura incontaminata.
Oltre alla Riserva dello zingaro si annoverano la Riserva naturale Bosco di Alcamo, Riserva naturale orientata "Isole dello Stagnone di Marsala", la Riserva naturale orientata Monte Cofano, la Riserva naturale Foce del Fiume Belice e dune limitrofe.
Vi sono istituite due zone Ramsar, la Riserva naturale orientata Saline di Trapani e Paceco e la Riserva naturale integrale Lago Preola e Gorghi Tondi.
Vi è quindi una riserva marina, la Riserva naturale marina Isole Egadi, e dal 2016 il Governo italiano ha approvato l'istituzione del primo parco nazionale in Sicilia, il parco dell'isola di Pantelleria con la conseguente soppressione della Riserva naturale orientata Isola di Pantelleria.
| Denominazione                                                    | Zona geografica              | Sede amministrativa     | Sito istituzionale                                                                                   |
| ---------------------------------------------------------------- | ---------------------------- | ----------------------- | --- |
| Riserva naturale orientata dello Zingaro                         | Golfo di Castellammare       | Castellammare del Golfo | Riserva naturale orientata dello Zingaro                                                             |
| Riserva naturale marina Isole Egadi                              | Isole Egadi                  | Favignana               | Riserva naturale marina Isole Egadi                                                                  |
| Riserva naturale orientata Isola di Pantelleria                  | Isola di Pantelleria         | Pantelleria             | Riserva naturale orientata Isola di Pantelleria Archiviato il 24 settembre 2015 in Internet Archive. |
| Riserva naturale Bosco di Alcamo                                 | Monte Bonifato               | Alcamo                  | Sito Provincia di Trapani                                                                            |
| Riserva naturale regionale delle Isole dello Stagnone di Marsala | Laguna dello Stagnone        | Marsala                 | Sito dell'APT di Trapani                                                                             |
| Riserva naturale orientata Monte Cofano                          | Monte Cofano                 | Custonaci               | Riserva naturale orientata Monte Cofano                                                              |
| Riserva naturale integrale Saline di Trapani e Paceco            | Litorale di Trapani          | Trapani                 | Riserva naturale integrale Saline di Trapani e Paceco                                                |
| Riserva naturale integrale Lago Preola e Gorghi Tondi            | Località Gilletto-San Nicola | Mazara del Vallo        | Riserva naturale integrale Lago Preola e Gorghi Tondi                                                |
| Riserva naturale Foce del Fiume Belice e dune limitrofe          | Foce del fiume Belice        | Castelvetrano           | Riserva naturale Foce del Fiume Belice e dune limitrofe                                              |

## Musei ed aree archeologiche

### Aree archeologiche

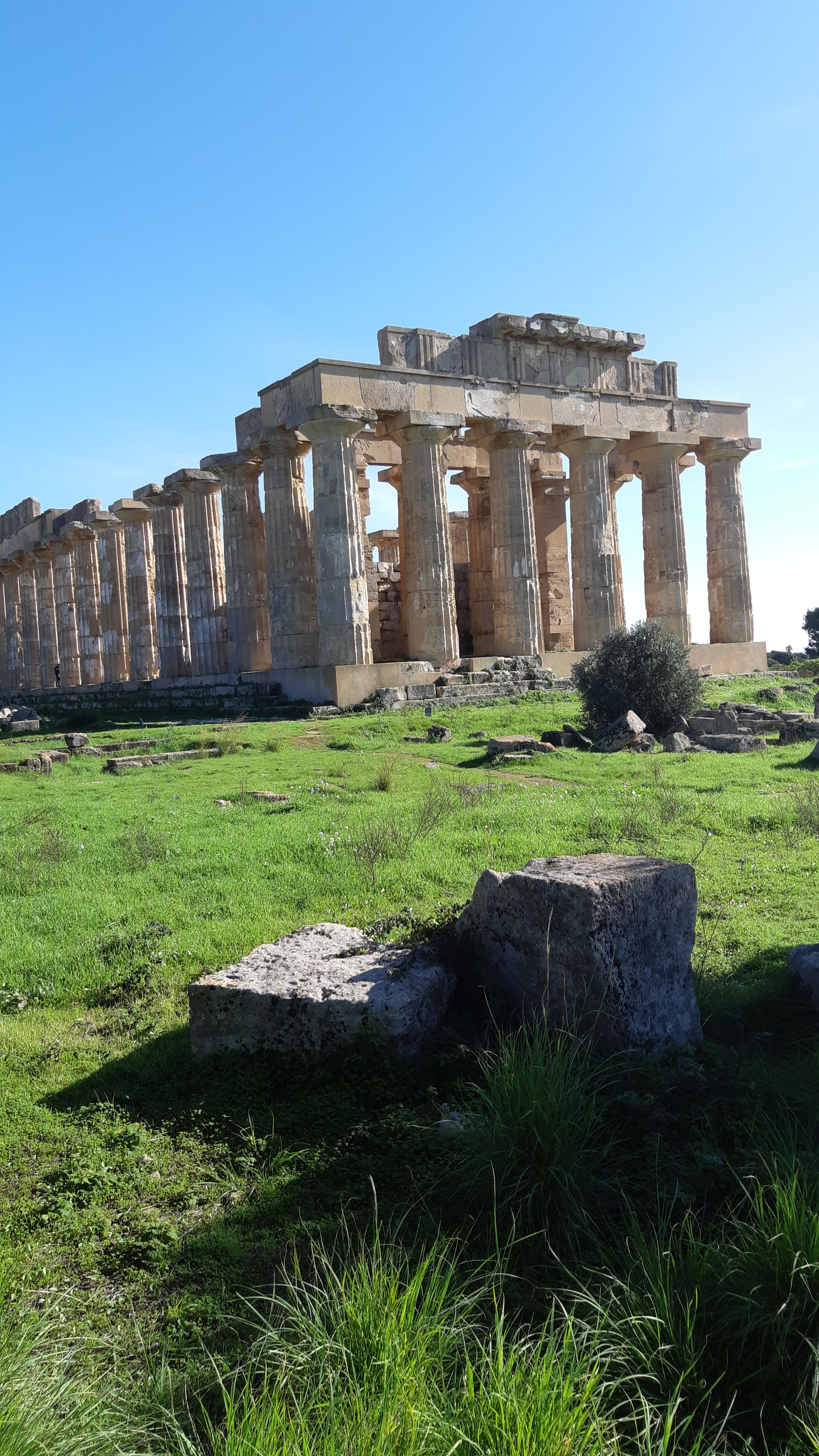
Selinunte, tempio di Era

- Selinunte, colonia greca dalla metà del VI secolo a.C.. L'ampio parco archeologico di Selinunte è considerato il più imponente d'Europa[30] con la sua estensione di 270 ettari e una area archeologica che comprende templi in stile dorico, santuari e altari, fortificazioni, case e negozi della città antica. Le vicine cave di Cusa nella vicina Campobello di Mazara, dalle quali proveniva il materiale da costruzione della antica città mostrano le varie fasi di lavorazione delle maestose ed imponenti colonne dei templi.Presso la costa, sorge l'acropoli su cui si trovano 4 templi designati con le lettere A, C, D, O. Sulla collina ad est altri 3 templi denominati E, F, G.
- Segesta. Anch'essa importante area archeologica, di origine elima, con un tempio del V secolo a.C. di stile dorico in perfetto stato e di un teatro scavato nella collina con la cavea che guarda verso il Golfo di Castellammare, oggi utilizzato per rappresentazioni teatrali classiche. Altri scavi hanno portato alla luce una cittadina ellenistico-romana e un borgo medievale.

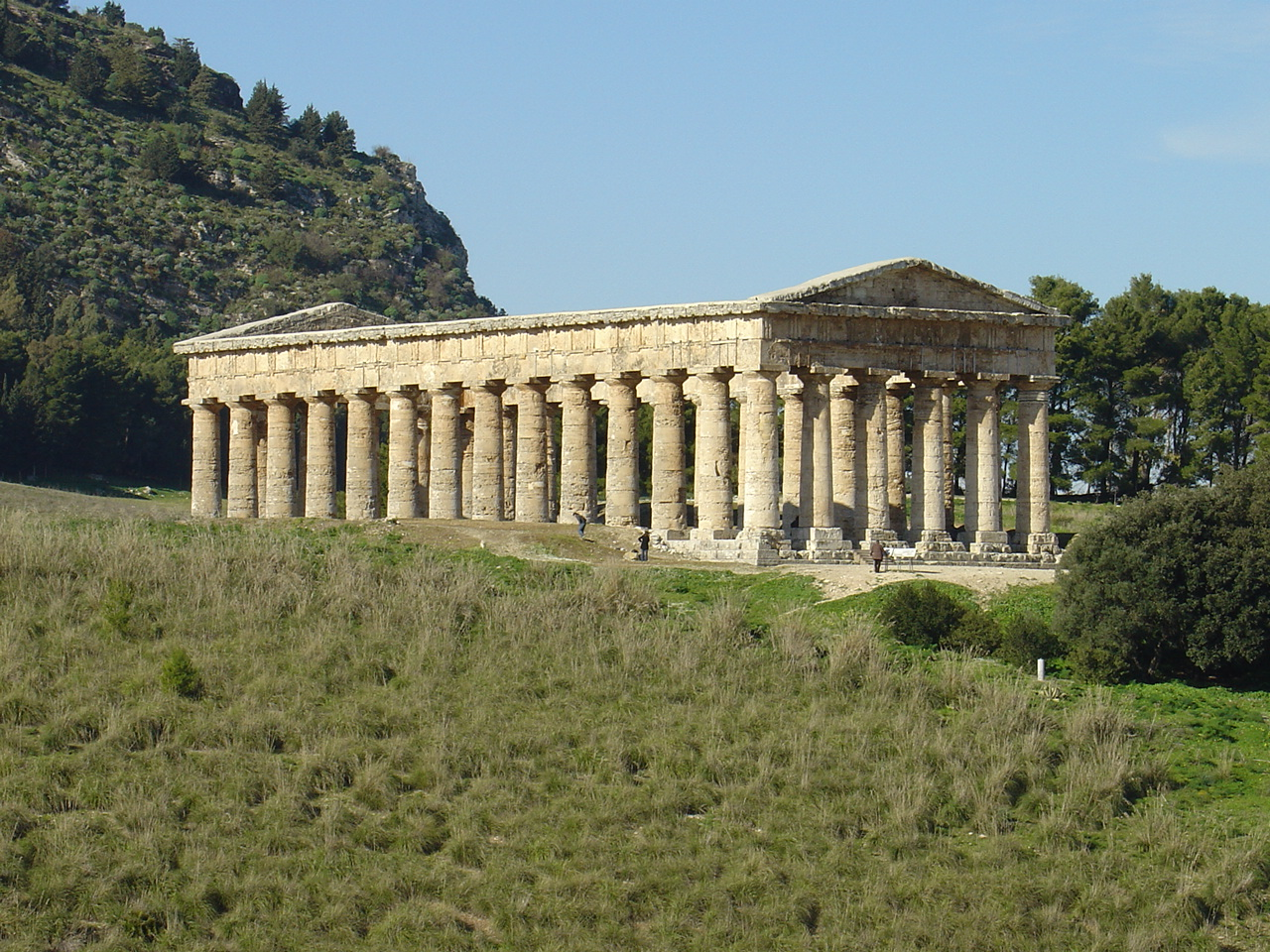
Il tempio di Segesta

- Mozia. Isoletta nella laguna dello Stagnone, che fu un importantissimo centro commerciale punico. La città distrutta nel IV secolo è stata riportata alla luce mediante gli scavi iniziati nell'Ottocento i cui reperti sono conservati in un piccolo museo.

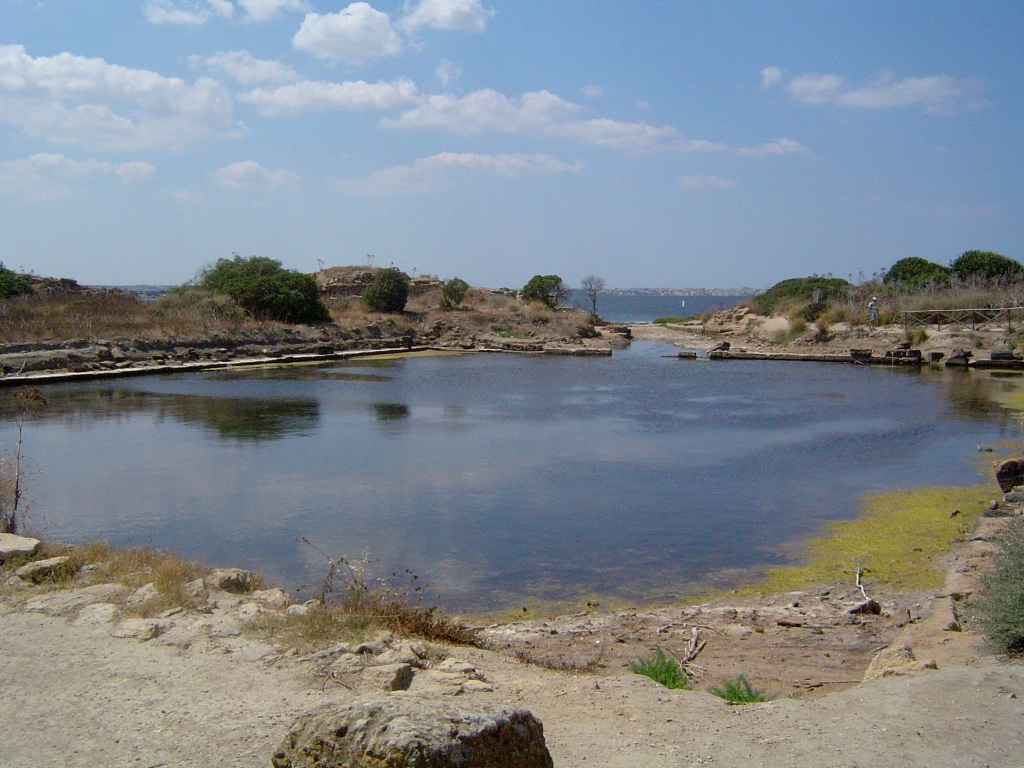
Uno scorcio dell'isola di Mozia - Kothon.

- Lilibeo, sotto l'attuale Marsala, verso Capo Boeo. Fondata dai profughi di Mozia, oggi fa parte dell'area archeologica di Capo Boeo, che si estende per 28 ettari
- Alcamo Marina, dove si trovano le Fornaci romane, parte di un complesso archeologico che si trova in contrada Foggia, scoperto nel 2000. Questo antico impianto produttivo ha una particolare importanza a livello internazionale, sia per l'estensione del sito che per la qualità della conservazione.
- Erice. Le imponenti mura ciclopiche di periodo elimo-fenicio-punico , risalenti al VIII secolo a.C

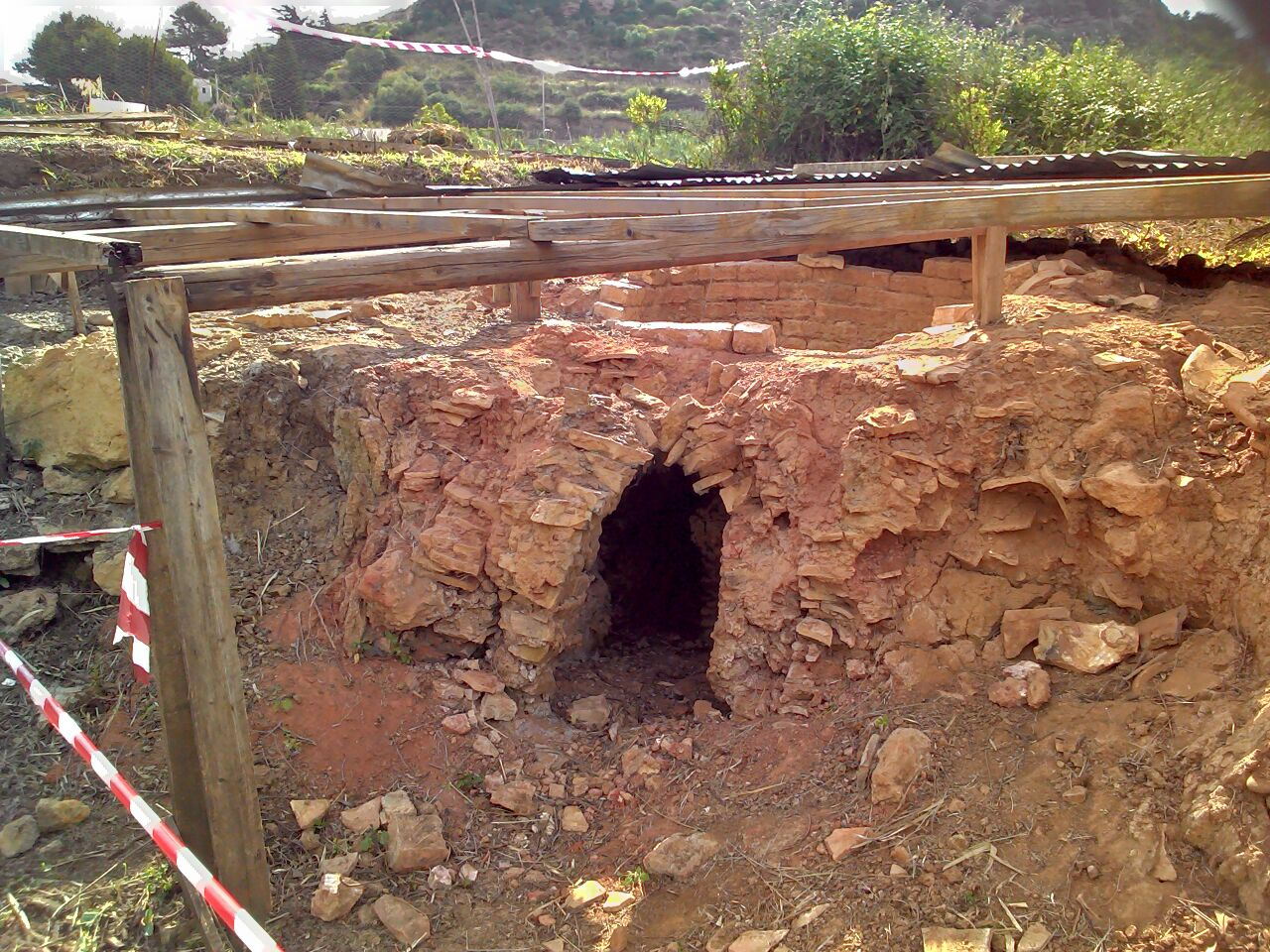
Imboccatura di una fornace romana di Alcamo

### Musei
|                         | Musei |
| ----------------------- | --- |
| Marsala                 | Museo archeologico Baglio Anselmi                                                                                          |
| Marsala                 | Museo degli arazzi fiamminghi "Mons. Andrea Linares" - (Chiesa Madre Marsala)                                              |
| Marsala                 | Museo dell'Agricoltura, Baglio Biesina                                                                                     |
| Marsala                 | Museo civico di Marsala, complesso monumentale San Pietro                                                                  |
| Marsala                 | Museo risorgimentale garibaldino Giacomo Giustolisi (sezione del Museo civico di Marsala), complesso monumental San Pietro |
| Marsala                 | Nuovo Museo Garibaldino - Sala Conferenze e Pro Loco, Monumento ai Mille                                                   |
| Marsala                 | Museo Whitaker, isola di Mozia                                                                                             |
| Castellammare del Golfo | Museo La memoria del Mediterraneo                                                                                          |
| Castellammare del Golfo | Museo Etno-Antropologico Annalisa Buccellato                                                                               |
| Castellammare del Golfo | Museo degli Ori della Patrona (Chiesa Madre di Castellammare)                                                              |
| Castellammare del Golfo | Museo Naturalistico della Riserva dello Zingaro                                                                            |
| Castellammare del Golfo | Museo della Tonnara di Scopello                                                                                            |
| Castelvetrano           | Museo Civico Selinuntino                                                                                                   |
| Castelvetrano           | Museo Baglio Florio |
| Castelvetrano           | Museo della civiltà contadina                                                                                              |
| Campobello di Mazara    | Museo del lavoro contadino                                                                                                 |
| Erice                   | Museo Civico A.Cordici, piazza Municipio                                                                                   |
| Gibellina               | Museo d'arte contemporanea e installazioni en plen air                                                                     |
| Mazara del Vallo        | Museo del Satiro danzante                                                                                                  |
| Mazara del Vallo        | Museo Civico di Mazara del Vallo                                                                                           |
| Trapani                 | Museo regionale Agostino Pepoli, via conte A. Pepoli                                                                       |
| Trapani                 | Museo di Preistoria, Museo civico Torre di Ligny                                                                           |
| Trapani                 | Collezione d'Arte Religiosa permanente DiArt, seminario vescovile                                                          |
| Trapani                 | Museo Diocesano, chiesa di Sant'Agostino                                                                                   |
| Trapani                 | Museo del sale, Nubia |
| Partanna                | Museo civico della preistoria del Basso Belice                                                                             |
| Partanna                | Museo storico nei locali del Castello Grifeo                                                                               |
| Partanna                | Museo del vino nei locali del Castello Grifeo                                                                              |
| Alcamo                  | Museo d'arte sacra, Chiesa Madre (basilica di Maria Santissima Assunta)                                                    |
| Alcamo                  | Museo degli strumenti musicali multietnici "Fausto Cannone", ex chiesa di San Giacomo de Spada                             |
| Alcamo                  | Museo d'arte contemporanea di Alcamo, ex collegio dei Gesuiti                                                              |
| Salemi                  | Museo civico e del risorgimento, collegio dei Gesuiti                                                                      |
| Valderice               | Museo delle Attività marinare, tonnara di Bonagia                                                                          |

- Gibellina. paese distrutto dal terremoto del Belice e ricostruito in sede nuova, è una sorta di " museo a cielo aperto" per la grande quantità di opere d'arte contemporanea di diversi artisti internazionali.

## Castelli

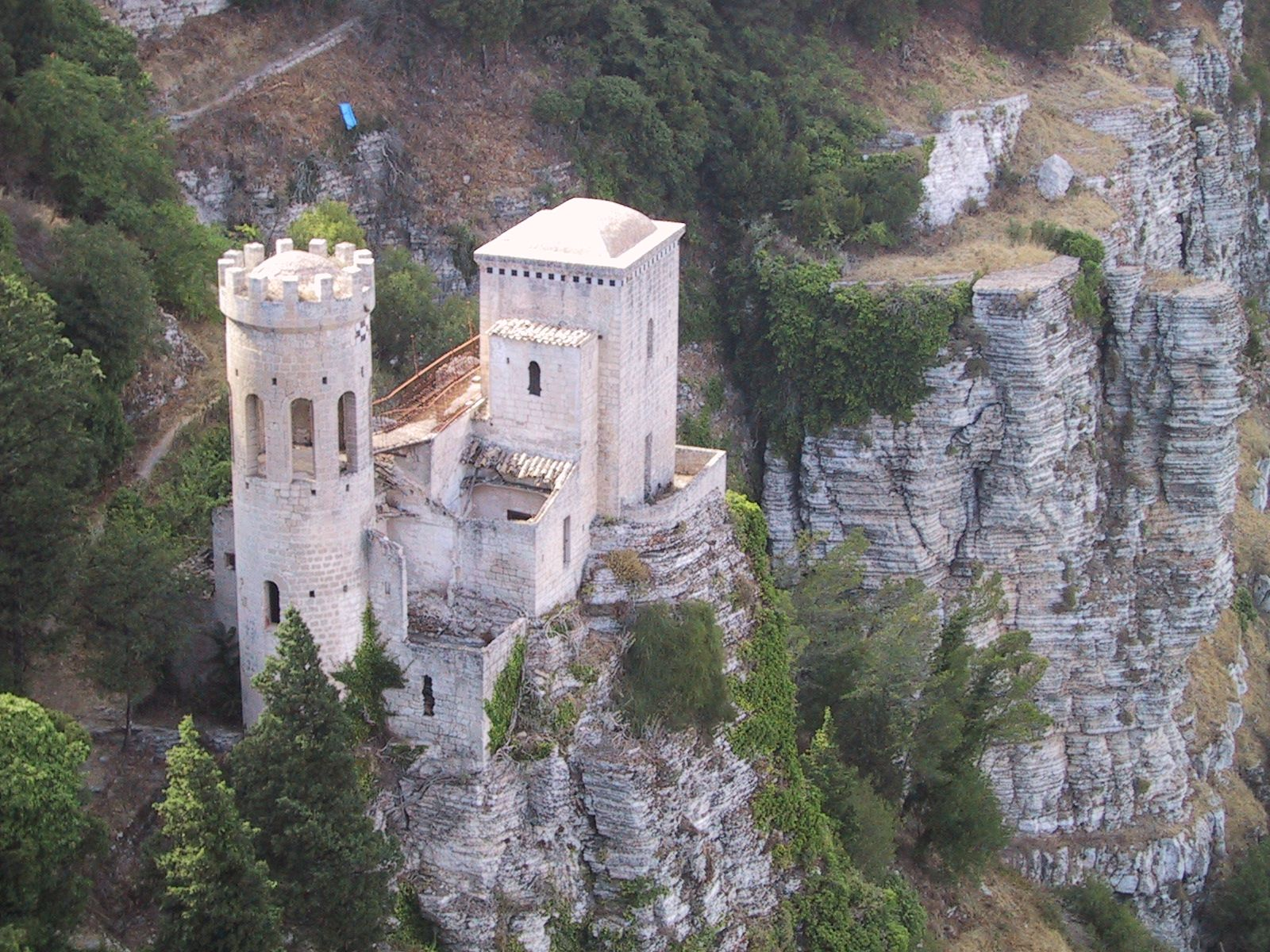
Erice, Torretta Pepoli

|                         | Castelli                                                                        |
| ----------------------- | ------------------------------------------------------------------------------- |
| Trapani                 | Castello della Colombaia                                                        |
| Trapani                 | Castello di Terra                                                               |
| Trapani                 | Torre di Ligny                                                                  |
| Trapani                 | Bastione Imperiale                                                              |
| Trapani                 | Bastione Conca                                                                  |
| Trapani                 | Bastione dell’Impossibile                                                       |
| Castellammare del Golfo | Castello di Baida                                                               |
| Castellammare del Golfo | Castello di Inici                                                               |
| Castellammare del Golfo | Castello Arabo Normanno                                                         |
| Castellammare del Golfo | Torre Bennistra                                                                 |
| Castellammare del Golfo | Torre di Guidaloca                                                              |
| Castellammare del Golfo | Torre Doria                                                                     |
| Castellammare del Golfo | Torre di Scopello                                                               |
| Castelvetrano           | Castello di Bellumvider (XIII sec.)                                             |
| Castelvetrano           | Castello di Biggini                                                             |
| Erice                   | Castello di Venere                                                              |
| Erice                   | Castello del Balio                                                              |
| Erice                   | Castello e Torretta Pepoli                                                      |
| Alcamo                  | Castello dei conti di Modica                                                    |
| Alcamo                  | Castello di Calatubo (XIV secolo)                                               |
| Alcamo                  | Castello dei Ventimiglia, sul monte Bonifato                                    |
| Partanna                | Castello Grifeo, fondazione saracena, rivisto nell'XI secolo, XIV e XVII secolo |
| Salemi                  | Castello normanno svevo del XIII secolo                                         |
| Calatafimi-Segesta      | Castello saraceno                                                               |
| Favignana               | Castello di Santa Caterina                                                      |
| Pantelleria             | Castello Barbacane                                                              |

## Amministrazione
Il 9 dicembre 2014 si è insediato il nuovo commissario straordinario del Libero consorzio comunale di Trapani, Ignazio Tozzo dirigente della Regione.
Ha sostituito l'ex-magistrato Antonio Ingroia, commissario dal 21 febbraio 2014.
È stata guidata dall'ex magistrato Raimondo Cerami, nella qualità di commissario, nominato dalla Regione Siciliana.
Un Decreto del Presidente della Regione Siciliana ha indetto le elezioni in Sicilia per il giorno di domenica 27 aprile 2025 dei "Presidenti e dei Consigli dei liberi Consorzi comunali di Agrigento, Caltanissetta, Enna, Ragusa, Siracusa e Trapani nonché dei Consigli Metropolitani di Palermo, Catania e Messina".
Il 27 aprile 2025 si sono tenute le elezioni di secondo livello per eleggere il primo Consiglio Provinciale, composto da 12 consiglieri, nell'ambito delle Elezioni del Consiglio Provinciale 2025. Il medesimo giorno si sono tenute le prime elezioni per il presidente del Libero consorzio, vinte dal sindaco di Mazara del Vallo, Salvatore Quinci.

### Commissari straordinari regionali (2015–2025)
| Nominativo      | Mandato         | Mandato         |
| Nominativo      | Inizio          | Fine            |
| --------------- | --------------- | --------------- |
| Giuseppe Amato  | 4 agosto 2015   | 13 gennaio 2017 |
| Raimondo Cerami | 13 gennaio 2017 | 28 aprile 2025  |

### Presidenti del Libero consorzio comunale (dal 2025)
| Nº | Nº | Ritratto | Nome             | Mandato        | Mandato   | Partito                         | Elezione | Note   |
| Nº | Nº | Ritratto | Nome             | Inizio         | Fine      | Partito                         | Elezione | Note   |
| -- | -- | -------- | ---------------- | -------------- | --------- | ------------------------------- | -------- | ------ |
| 1  |    |          | Salvatore Quinci | 28 aprile 2025 | in carica | Indipendente di centro-sinistra | 2025     | [ 39 ] |

## Comuni

Cartina del libero consorzio con rappresentati i confini comunali

Gonfalone del libero consorzio comunale

Il comune più popoloso è Marsala. Appartengono al libero consorzio comunale di Trapani i seguenti 25 comuni:
| Stemma | Città                   | Popolazione (ab) | Superficie (km²) |
| ------ | ----------------------- | ---------------- | ---------------- |
|        | Alcamo                  | 44 632           | 130,79 km²       |
|        | Buseto Palizzolo        | 2 741            | 72 km²           |
|        | Calatafimi Segesta      | 5 975            | 154 km²          |
|        | Campobello di Mazara    | 11 177           | 65 km²           |
|        | Castellammare del Golfo | 14 589           | 127,14 km²       |
|        | Castelvetrano           | 29 300           | 206,23 km²       |
|        | Custonaci               | 5 232            | 69 km²           |
|        | Erice                   | 25 695           | 47,94 km²        |
|        | Favignana               | 4 529            | 37 km²           |
|        | Gibellina               | 3 618            | 45 km²           |
|        | Marsala                 | 79 569           | 241,23 km²       |
|        | Mazara del Vallo        | 49 994           | 275,82 km²       |
|        | Misiliscemi             | 8 452            | 93,22 km²        |
|        | Paceco                  | 10 531           | 58 km²           |
|        | Pantelleria             | 7 130            | 83 km²           |
|        | Partanna                | 9 795            | 82 km²           |
|        | Petrosino               | 7 902            | 44 km²           |
|        | Poggioreale             | 1 275            | 37 km²           |
|        | Salaparuta              | 1 563            | 41 km²           |
|        | Salemi                  | 9 802            | 181 km²          |
|        | Santa Ninfa             | 4 696            | 63 km²           |
|        | San Vito Lo Capo        | 4 857            | 59 km²           |
|        | Trapani                 | 54 775           | 180,44 km²       |
|        | Valderice               | 11 248           | 52 km²           |
|        | Vita                    | 1 729            | 8 km²            |

## Sport

### Eventi

Francobollo commemorativo dell'Universiade 1997.

Trapani è la città più attiva nell'ambito delle manifestazioni sportive. L'evento probabilmente più importante che Trapani ha ospitato è stata l'Universiade 1997: il torneo di pallacanestro e la partita inaugurale del torneo di calcio (Italia-Brasile) hanno avuto luogo negli impianti sportivi trapanesi.
Un altro evento internazionale è stato ospitato da Trapani tra il 28 settembre e il 9 ottobre 2005: le regate della Louis Vuitton Cup acts 8&9 con la partecipazione di tutte le imbarcazioni partecipanti alla America's Cup. La manifestazione è stata organizzata dall'Ac Management.
Inoltre Trapani ha ospitato i Campionati europei juniores di pallacanestro nel 1997 e i campionati mondiali di scherma categoria cadetti e juniores dal 4 al 14 aprile 2003.

### Società sportive
Il calcio ha una lunga tradizione nella zona, molto campanilistica, che ha portato a disputare diverse stagioni in Serie C all'Associazione Sportiva Trapani e allo Sport Club Marsala 1912. Il Trapani Calcio milita attualmente in Serie C. Anche l'Alcamo ha militato in Serie C mentre il Gruppo Sportivo Mazara 1946 conta ventisette stagioni in Serie D.
Nel basket la società sportiva più importante del territorio di Trapani è la Pallacanestro Trapani attualmente militante in Serie A, il massimo campionato di basket italiano. Di rilievo in campo femminile lo Sport Club Alcamo. La società di pallacanestro di Alcamo è stata tra le protagoniste in Italia e in Europa negli anni novanta: giunta in Serie A1 nel 1994-95, è l'unica squadra trapanese ad aver disputato la finale di una coppa europea, la Coppa Ronchetti 1995-96, persa contro il Tarbes Gespe Bigorre.
Anche la pallamano è abbastanza diffusa nell'area. La Handball Erice milita attualmente in Serie A1. Ha nel Palmares 2 vittorie della Supercoppa Italiana e 2 vittorie della Coppa Italia. La Pallamano Alcamo disputa la Serie A Bronze e la Polisportiva Il Giovinetto di Marsala è attualmente in A2.
La pallavolo è stata rappresentata dalla società del capoluogo, che ha militato in Serie B1.

### Atleti
Tra gli atleti più importanti vi sono la cestista Adalgisa Impastato, nata ad Alcamo e bandiera della squadra di basket locale, i calciatori Roberto Galia, trapanese che ha speso buona parte della sua carriera nella Juventus, Aldo Firicano, ericino ex della Fiorentina, Nicolò Sciacca, marsalese ex del Foggia, e l'allenatore di calcio Pasquale Marino, di Marsala, che ha portato il Catania in Serie A nel 2006-2007 e allenatore in Serie A del Parma e del Genoa.

### Impianti sportivi
Il Palazzetto dello sport del capoluogo, il PalaIlio, può accogliere oltre 5000 spettatori. Ha ospitato varie partite della nazionale di pallacanestro italiana. Gli stadi calcistici principali sono il Provinciale di Trapani e il Lombardo Angotta di Marsala. Una piscina olimpionica all'aperto è stata inaugurata a Trapani il 28 aprile 2012.